# ポケモンの一覧 (441-493)
ポケモンの一覧（ポケモンのいちらん）は、ゲームソフト『ポケットモンスターシリーズ』に登場する架空の生物「ポケットモンスター（ポケモン）」の一覧。本項では全1025種のうち、『ポケットモンスター ダイヤモンド・パール』から登場し、シリーズ共通の全国ポケモン図鑑において441から493までの番号を付与されている種を掲載する。

## ペラップ
| 分類: おんぷポケモン         | タイプ: ノーマル/ ひこう | 高さ: 0.5m   | 重さ: 1.9kg  |
| 特性: するどいめ/ ちどりあし | かくれ特性: はとむね     | 進化前: なし | 進化後: なし |

頭の形状が音符（八分音符）のようになったオウムのようなポケモン。
尾羽をメトロノームのようにふってリズムを刻む。最大の特徴は人の言葉を覚えて口真似すること。口真似が得意なのは舌の形状が人間のものと似ているためと言われている。これは、相手と同じ鳴き声を出す事で仲間と思いこませて外敵から襲われないようにするため。年齢を重ね経験を積んだ個体は言葉の意味も理解するとされる。仲間同士が集まると、全部のペラップが一斉に同じ言葉を覚える。
「おしゃべり」という専用技を持ち、DS本体のマイクを使いプレイヤーの音声を録音して技にすることができ、追加効果で相手を混乱させる確率は音量によって変化する（『第五世代』まで）。一方、その録音機能による対戦相手への誹謗中傷などを懸念してWi-Fiランダムマッチや公式大会には『第六世代』で録音機能が廃止されるまで参加が禁止されていた。以降、追加効果は相手を“必ず”混乱させるものに変わる。
『ポケモン不思議のダンジョン 時の探検隊・闇の探検隊』ではプクリンのギルドの副リーダーとしてまとめ役をやっている。
TVアニメ版では『アドバンスジェネレーション』第184話にゲームに先駆けて登場。アンリという少女と『北海ペラッパーズ』という漫才コンビを組んでいて、漫才グランプリ出場を目指して旅立つことになっていた。『ダイヤモンド&パール』ではワイルドジュンサーの相棒として登場。
劇場版では『ポケモンレンジャーと蒼海の王子マナフィ』に、ファントム船長のポケモンとして登場。ファントム船長の周りを飛び回りながら、その語尾を真似していた。最終的にはサトシ達側に寝返り、ジャッキーに保護された模様。声優はモノマネ芸人のホリ。

## ミカルゲ
| 分類: ふういんポケモン | タイプ: ゴースト/ あく | 高さ: 1.0m   | 重さ: 108.0kg |
| 特性: プレッシャー     | かくれ特性: すりぬけ   | 進化前: なし | 進化後: なし  |

108の魂が集まり誕生した、怨霊の集合体ともいえるゴーストポケモン。大昔（シンオウ地方のものは約500年前）に悪事を繰り返したため、不思議な術を使う旅人によって石（要石）に封印・固着されている。封じ込まれた石のひび割れから紫色の霊魂が浮き出たような姿をしている。霊魂部を横から見ると、人魂の厚みがある。中心部には顔が浮かび上がっており、その周りには緑色の人魂のようなものを纏っている。なお、悪意ある存在になってしまったのは108個ある魂の中に性悪の魂が混ざりこんでしまったから。
「ダイヤモンド・パール」ではアイテム「かなめいし」を使用して「みたまのとう」を修復したのち、ワイヤレス通信を利用し、地下通路で延べ32人以上のプレイヤーと会話した後、「みたまのとう」を調べると出現する。「オメガルビー・アルファサファイア」ではシーキンセツの一室に潜んでおり、この部屋の始末書を読んでをXボタンを押し、図鑑などを開くと背後から襲ってくる。この始末書には、ソライシ・ライゾウがシンオウのクロガネ炭鉱から寄贈されたかなめいしを紛失したことが書かれているが、そのかなめいしがミカルゲだったかどうかは不明となっている。
ヤミラミと同様に「ブラック2・ホワイト2」までは弱点の存在しないポケモンであったが、「X・Y」から新規で追加されたフェアリータイプが弱点となってしまい、弱点の無いポケモンではなくなった。
トレーナーでは「ダイヤモンド・パール・プラチナ・ブリリアントダイヤモンド・シャイニングパール・ブラック・ホワイト・ブラック2・ホワイト2」でシンオウ地方のポケモンリーグチャンピオン、シロナが先発で繰り出してくる。『ハートゴールド・ソウルシルバー』ではカントーのジムを全て制覇した後に四天王のカリンが使用するようになる。「スカーレット・バイオレット」ではジムリーダーのライムが再戦時に使用する。
TVアニメ版では『ダイヤモンド&パール』第56話に初登場。500年前にピカチュウを連れた波動使いによって御霊の塔に封印されていたが、ブイゼルの「ソニックブーム」によって御霊の塔が破壊され結界が消え要石から蘇り、近隣の村を襲ったが、最後はサトシのピカチュウに敗れ要石に戻り、修復された御霊の塔に再封印された。声優は小西克幸。それ以降は登場していなかったが、第7シリーズ（『新無印編』）で別個体が再登場を果たす。シロナのポケモンとしても登場しており、サトシのカイリュー、ゲンガーを破り、ピカチュウを「みちづれ」で相討ちにした。

## フカマル
| 分類: りくザメポケモン | タイプ: ドラゴン/ じめん | 高さ: 0.7m   | 重さ: 20.5kg     |
| 特性: すながくれ       | かくれ特性: さめはだ     | 進化前: なし | 進化後: ガバイト |

極端な寸詰まり体型にデフォルメされたシュモクザメから短い手足の生えたような外見をしており、鋭いキバが生え揃った大型の口を持つ。口は体のサイズと比較してかなりの大きさ。その割に胃袋は小さい。キバは摩耗や弾みで抜け落ちるが数日で生え変わる。動くものには見境なく襲い掛かる。かつては熱帯に生息していたが、現在は主に地熱で暖かい洞窟内部で外の寒さを凌ぐように生息する。雄は背鰭に切れ込みが入り、進化後のガバイトやガブリアスにも同じ特徴が見られる。
TVアニメ版では『ダイヤモンド&パール』第145話に登場（声優は小西克幸）し、サトシとカズナリが争奪戦を繰り広げた結果、カズナリがゲットした。サトシも後に別個体（声優は阪口大助）をゲットし、アイリスもBW特別編にて別個体（声優は古島清孝）をゲット。アニメでのゲットシーンが最も多いポケモンとなっている。

## ガバイト
| 分類: ほらあなポケモン | タイプ: ドラゴン/ じめん | 高さ: 1.4m       | 重さ: 56.0kg       |
| 特性: すながくれ       | かくれ特性: さめはだ     | 進化前: フカマル | 進化後: ガブリアス |

フカマルの進化形。サメの頭から短い手足が生えたような姿のフカマルから、小型の肉食恐竜のような姿に成長する。背中や腕にはサメの鰭のような器官を持ち、頭部はシュモクザメのような形状をしている。雄の背中の鰭には切れ込みが存在する。棲家には掘り出した宝石を集めており、稀にメレシーも捕らえられている。ヤミラミを始めとする、宝石を狙う泥棒が後を絶たない。また、その鱗から作った薬は、不治の病を治すと言われる。棲家に入った侵入者に対しては牙と爪でズタズタにする程の荒い気質をしているが、興味を示した宝石やガラス玉を与えると途端に従順になる。頭の左右の突起からは超音波を出して真っ暗な洞穴の内部の様子を調べる（ただしゲームでは「ちょうおんぱ」を覚えられない）。
『ポケモン不思議のダンジョン 時の探検隊・闇の探検隊』の『闇』のパッケージに描かれていて、ゲーム中イベントキャラクターとしては登場しないが、それを意識した後述のアニメ版が制作され、更にそのアニメ版を意識した配信イベントも行われた。
TVアニメ版では『ダイヤモンド&パール』第114話にてコーディネーターのウララのパートナーポケモンとして初登場。また、『ポケモン不思議のダンジョン 時の探検隊・闇の探検隊』のアニメ版では迷宮の洞窟のボスとして登場。声優は三宅健太。口は悪いが、素直に負けを認めるなど、戦いに対しては紳士的な性格をしている。

## ガブリアス
| 分類: マッハポケモン | タイプ: ドラゴン/ じめん | 高さ: 1.9m       | 重さ: 95.0kg |
| 特性: すながくれ     | かくれ特性: さめはだ     | 進化前: ガバイト | 進化後: なし |

ガバイトの進化形。細身の肉食恐竜のような体型をしている。背中や腕にはサメの鰭のような形状の翼を持ち、頭部の形状はシュモクザメに似る。二の腕と腿には牙のような突起が存在する。体を折り畳み、翼を伸ばすことでジェット機のようなフォルムとなり、音速での飛行が可能で、獲物を巡ってボーマンダと空中戦を繰り広げることもあり、狙った獲物は逃がさない。特に鳥ポケモンの群れに突っ込んで迂闊にそれと認識すると、その群れのポケモンを丸飲みにするという。また、微細なうろこ状の皮膚は現実の鮫肌と同様に移動時の抵抗を軽減させる役割もあり、スピードの維持に役立っている。スピードは強力な攻撃能力にも転化され、高速移動中は衝撃によって翼にソニックブームを生み出し、周囲の木を両断してしまうほどの威力を持つ。本来の生息地は火山地帯なのだが、砂漠地帯どころか何故か雪山に生息している事がある。雪山のガブリアスは身体が冷え切る前に素早く獲物を仕留めてその勢いで棲み処に戻ってしまう。
『ダイヤモンド・パール』ではシンオウ地方のチャンピオン・シロナが切り札として使用し、『ブラック・ホワイト』、『ブラック2・ホワイト2』においてシロナがゲスト出演した際も引き続き切り札となっているなど、彼女のシンボル的な存在となっている。また、『ハートゴールド・ソウルシルバー』では、一定の条件を満たした後はカントー地方のチャンピオン・ワタルも使用している。『ブラック2・ホワイト2』のPWTでは、チャンピオンズトーナメントでシロナが切り札として使用するほか、ワールドリーダーズトーナメントで元トキワジムリーダーのサカキやフスベジムリーダーのイブキが使用する。他には「オメガルビー・アルファサファイア」でミツル、「サン・ムーン」でリーグ防衛戦に挑戦してくるリュウキが使用する。強さは折り紙付きで、人気は非常に高い。公式には「きあいのタスキ」を持たせて、「つるぎのまい」で攻撃を高めて速攻を仕掛けるタイプのガブリアスが紹介されている。対戦では、きあいのタスキを持たせたガブリアスはステルスロックを撒く型が多く、アタッカーは少ない。他には「こだわりスカーフ」で素早さを上げて奇襲するものや、「命の珠」を持たせた王道のアタッカーなどがいる。
レーティングバトルXYリーグ、ORASリーグシングルバトルでは各リーグのすべてのシーズンで使用率1位を記録し、使用率1位を特等席としていた。
『X・Y』では「メガガブリアス」へとメガシンカを遂げる。
メガガブリアス
両翼が巨大な刃になり、下顎や両肩が角ばった形状になる。手足に生えていたトゲが胴体にも生えている。どちらの性別も、背鰭には切れ込みが2ヵ所生じる。自慢の翼が溶け鎌に変化したことで怒り狂っている。その鎌のパワー・切れ味は大地を切り刻むほど。メガシンカ中は特性が「すなのちから」に変わり、バトル中の天気が砂嵐の時、いわ・はがね・タイプ一致のじめん技の威力がさらに増す。
TVアニメ版では『ダイヤモンド&パール』第40話で、シンオウチャンピオンリーグマスター・シロナのポケモンとして登場。以後もシロナの主力として活躍し、『ベストウイッシュ シーズン2』にて再登場した際にも健在ぶりを見せつけた。移動時は原作の図鑑で書かれた飛行能力を見せており、高速の滑空を行う場面が多い。声優は小西克幸。『XY』2話ではプラターヌ博士のポケモンとして登場。ヒレに切れ込みが無いので性別は♀。68話でメガガブリアスにメガシンカした。また、ルイ（声 - 山寺宏一）のガブリアスもメガガブリアスにメガシンカする。ニックネームは「ガブの字」。これ以外にもゲストポケモンとして何度か登場している。
『ポッ拳 POKKÉN TOURNAMENT』のバトルポケモンの1匹。共鳴バースト時はメガガブリアスに進化する。パワフルでなおかつクリティカルが発生すると大きくリターンを得られる性質を持つ。
『Pokémon UNITE』では操作ポケモンとして登場。バランスの取れた能力を持ち、接近戦が得意。ユナイトわざは「どはつてんラッシュ」。

## ゴンベ
| 分類: おおぐいポケモン         | タイプ: ノーマル         | 高さ: 0.6m   | 重さ: 105.0kg    |
| 特性: ものひろい/ あついしぼう | かくれ特性: くいしんぼう | 進化前: なし | 進化後: カビゴン |

カビゴンの進化前。カビゴンを小ぶりにしたような外見である。体長約60cmと小柄ながら体重は100kgを超える。カビゴンと同様に大食いであり1日に1度、自身の体重と同量の餌を食べる。長い体毛の下に食べ物を隠して持ち運ぶ習性があるが、隠したことを忘れてしまうこともある。その際、長期間隠し続けた食べ物から異臭が放ち、周囲で異臭騒ぎになることもある。腐った餌を食べても平気な頑丈な胃袋を持ち、味についても気にしていない。堆肥の原料となる生ゴミを求めて町や村に出没する事がある。
ゴンベは『ダイヤモンド・パール』発売に先駆けて、『ポケモンダッシュ』、『ポケモン不思議のダンジョン 青の救助隊・赤の救助隊』、『ポケモンXD 闇の旋風ダーク・ルギア』といった派生作品に登場した。ただし、その時点ではまだゴンベの詳細な設定が決まっていなかったこともあり、戦闘などでは登場しなかった。そのため、『ポケットモンスター ルビー・サファイア』では没ポケモンとなっている。
TVアニメ版も『ダイヤモンド・パール』の前作『ルビー・サファイア』に相当する『アドバンスジェネレーション』からハルカのポケモンとして登場させている。声優は佐藤智恵。『ダイヤモンド&パール』では第76話に「レストラン七つ星」のチナツ（声 - 高垣彩陽）のゴンベも登場している。
上述のようにゲーム、アニメ双方で登場が早かったゴンベだが、最も早く公開されたのか劇場版で、『裂空の訪問者 デオキシス』にて野生のゴンベが登場している（声優は山本圭子）。また、このゴンベは物語終盤でカビゴンへと進化する。
『ポケモン☆サンデー』ではゴンベの着ぐるみが登場し、2006年10月から情報部部員としてルカリオとともにナビゲーターを務めていたが、2007年10月に、28代続く家業のふとん屋を継ぐことになった為、ポケサンカンパニーを辞め、ヒコザルと代わることになった。
ポケモンセンターヨコハマのロゴマークに2008年10月までピカチュウ・キモリとともに描かれていた。
2018年2月にポケモンだいすきクラブに寄稿された『ウルトラサン・ウルトラムーン』の記事には、技「ゆびをふる」を使ったゴンベについて、「みかづきのまい」や「だいばくはつ」などの使ったポケモンがひんしになるデメリットの技が出て狼狽える、という趣旨の絵日記風のイラストが掲載されている。
『大乱闘スマッシュブラザーズX』ではモンスターボールから出現する。普段はのんびり歩き回るだけだが、「ものひろい」の特性により、アイテムを見つけると駆け寄って食べてしまう。

## リオル
| 分類: はもんポケモン                 | タイプ: かくとう           | 高さ: 0.7m   | 重さ: 20.2kg     |
| 特性: せいしんりょく/ ふくつのこころ | かくれ特性: いたずらごころ | 進化前: なし | 進化後: ルカリオ |

ルカリオの進化前であり、小型の獣人に近い容姿をしている。体中から波導を発する事ができる。この波導は恐怖や悲しみを感じた時に強まる傾向にあり、これにより自身の危機を仲間に伝える。小柄ながらしなやかで強靭な体をしており、一晩で山3つ、谷2つを超えるほどの運動神経を持つ。
『ダイヤモンド・パール』ではゲンというトレーナーと共にこうてつじまのギンガ団を倒し、お礼に貰えるタマゴを孵すことで手に入る。最高になつかせた状態で、朝か昼にレベルアップするとルカリオに進化する。
TVアニメ版では『ダイヤモンド&パール』第71・72話に登場する。本来はルカリオに進化しなければ使えない「はどうだん」を使えるリオルであり、ポケモンハンターJに狙われたが、サトシに助けられた。その後、安全な施設に保護された。声優は西村ちなみ。後にゲーム『ポケモンレンジャー バトナージ』にこの話を意識したエピソードが配信され、そのエピソードをクリアするとダイヤモンド・パールに「はどうだん」を覚えたリオルを送る事が可能。別個体としてはサトシのライバル・コテツのポケモンとしても登場し、イッシュリーグでのサトシのツタージャとのバトル中にルカリオに進化した。声優は愛河里花子（進化後も同様）。サトシのポケモンとしても登場。性格は負けず嫌いで頑固。声優は真堂圭。

## ルカリオ
| 分類: はどうポケモン                 | タイプ: かくとう/ はがね   | 高さ: 1.2m     | 重さ: 54.0kg |
| 特性: せいしんりょく/ ふくつのこころ | かくれ特性: せいぎのこころ | 進化前: リオル | 進化後: なし |

リオルの進化形で、リオルがそのまま大きくなったような外見。獣人のような姿をしたポケモンで、イヌ科に似た頭部を持ち、体形はほぼ人間に近い。体色は青で目はマスクのような黒い模様に覆われている。手の甲と胸にトゲ状の爪がそれぞれ1本ずつ付いており、後頭部には4つの房を持つ。足の裏には肉球が3つある。あらゆるものが発するはどうを感じ取る能力を持ち、これで1km先にいる相手でも行動や考えを読み取ることができる。また、人間の言葉を理解することも可能。
リオルが十分になついた状態で、朝か昼の時間帯にレベルアップすることで進化する。
トレーナーでは『ダイヤモンド・パール・プラチナ・ブリリアントダイヤモンド・シャイニングパール』のトバリシティジムリーダー・スモモが最後の切り札として使ってくる。またチャンピオンのシロナも使用し、こちらは弱点としているタイプに対して強いわざを持っている。『ハートゴールド・ソウルシルバー』では強化後の四天王・シバが使ってくる。『ブラック2・ホワイト2』ではシロナが引き続き使用する他、強化後の四天王・レンブが使ってくる。『X・Y』ではシャラシティジムリーダー・コルニが2体所持しており、このうち1体が主人公になついたため譲り受け、コルニのもとに残った方はバトルシャトーでの戦闘時に使用する(メガシンカも行う)。「サン・ムーン」は元スカル団のグラジオ、「スカーレット・バイオレット」ではスター団のビワがそれぞれ使用する。
「こんげんのはどう」を除く波動系の技を全て覚える。
『X・Y』では「メガルカリオ」へとメガシンカを遂げる。
メガルカリオ
一回り大きくなり体重、身長がそれぞれ57.5kg、1.3mになる。後頭部の房が伸び、手足には黒い模様が浮かび、更に房と手足の先端は赤茶色になった。手の甲の爪は前方に尖り、足の甲からも爪が伸びる。メガシンカのエネルギーが膨張し、本能のままに戦う。戦闘中は全神経を集中し、戦いの事のみを考える。メガシンカ中は特性が「てきおうりょく」に変化する。「はどうだん」「ドレインパンチ」「ラスターカノン」の他に、『ウルトラサン・ウルトラムーン』で新たに「コメットパンチ」も覚えるようになり、物理・特殊両方のタイプ一致技を存分に発揮しやすくなった。
『大乱闘スマッシュブラザーズ』シリーズでは第3作目『大乱闘スマッシュブラザーズX』からプレイヤーキャラクターとして参戦している（『X』では隠れキャラ扱い）。第4・5作目『for Nintendo 3DS / Wii U』、第6作目『大乱闘スマッシュブラザーズSPECIAL』でも参戦することが発表された。声優は後述の劇場版「ミュウと波導の勇者 ルカリオ」と同じく浪川大輔が担当しており、劇場版を意識した台詞を話す。
また、『亜空の使者』のデモムービーでは波動で善悪の区別を判断するシーン（善は青、悪は赤）があり、戦艦ハルバードに潜入していたソリッド・スネークを敵と解釈したメタナイトを制止させている。この直前に、スネークがダンボール箱に入って隠れていたところ、箱の中からスネークの波導を察知し、スネークの偽装をあっさり見破っている。
自身のダメージが蓄積すると波導が昂ぶって、波導を用いた攻撃が強化されるというキャラクター（代わりに波導パワー最低時の攻撃力は全キャラ中最弱）。蓄積ダメージが大きくなった際の「はどうだん」「はっけい」は魅力的で、一発逆転もあり得る（同時に相手への牽制にもなる）。飛び道具・カウンター系の技なども揃っており、上必殺ワザ「しんそく」による復帰距離も長い。一方、それぞれの動作に隙が大きく、スピードキャラや反射系の技には弱い。ある程度のダメージがないと本領が発揮されないため、相手の動きを読むことが露骨に求められる（必殺ワザは適度に使う・適度に相手からダメージを受ける・適度に逃げる、という使い分けが必至）。
各キャラクター固有の大技「最後の切りふだ」は、『X』では空中からビーム状の波導を放出する「はどうのあらし」、『for』では一定時間メガルカリオとなり、波導強化を常に最大化する「メガシンカ」。最後の切りふだが変更になったのは新作の要素の導入によるものである。『SP』では再度「はどうのあらし」となったが、メガシンカをする演出は継承された。
『ポッ拳 POKKÉN TOURNAMENT』のバトルポケモンの1匹。共鳴バースト時はメガルカリオに進化する。作中ではトレーニングモードの相手として固定されている。
『Pokémon UNITE』では操作ポケモンとして登場。攻防やスピードとバランスの取れたタイプでヒット&アウェイ戦法が最も使いやすい。ユナイトわざは「フルフォースブラスト」。
劇場版『ミュウと波導の勇者 ルカリオ』ではゲーム版・TVアニメ版に先駆けてアーロンのポケモンとして初めて登場した。波導を用いることによって、自らの意思を人間の言葉に訳して伝えることが可能。声優は浪川大輔。『キミにきめた!』にも登場。こちらはソウジ（声：本郷奏多）が使用する。
TVアニメ版では『ダイヤモンド&パール』第66話でトバリシティジムリーダー・スモモのポケモンとして初登場し、第69話まで登場。劇場版のようにテレパシーは使わず言葉を発することはないがスモモはルカリオの言っている事がわかる様子。第110・111話では波導使い・ゲンのルカリオが登場。鋼ポケモンに影響する低周波から身を守れるほどに波導を駆使できる。声優はともに阪口大助。
以降のアニメでもコテツのパートナー、コルニのパートナー、ククイ博士のポケモンなど様々な役で登場することもある。サトシのリオルもルカリオに進化している。声優は劇場版と同様に浪川大輔。
第8シリーズではロイのパートナーとして色違いの個体が登場。黄色いメガルカリオにメガシンカが可能。声優は元ライジングボルテッカーズのリーダーで行方不明になったフリード役の八代拓。
『ポケモン☆サンデー』では2006年10月よりルカリオの着ぐるみが登場し、ポケサンカンパニー調査部部長としてヒコザルとともにナビゲーターを務めている。声優は石野竜三が担当。

## ヒポポタス
| 分類: カバポケモン | タイプ: じめん           | 高さ: 0.8m   | 重さ: 49.5kg       |
| 特性: すなおこし   | かくれ特性: すなのちから | 進化前: なし | 進化後: カバルドン |

カバのような姿をしたポケモン。頭が大きく、上に突き出た目と砲口のような鼻の穴が特徴である。茶色または、黄土色の体色で、体は迷彩塗装のような模様をしている。雄よりも雌の方が濃い茶色となっている。乾燥した土地に生息し、砂の中を泳ぐように潜る。砂を全身に纏い体に付着した細菌を洗い流す。水に濡れることを苦手としており、体からは汗の代わりに砂粒が分泌される。性別による違いが体色であるので、進化系のカバルドンと合わせて最も区別しやすい。
TVアニメ版では『ダイヤモンド&パール』第44話に登場。木の実を取ろうとしてガケから落ちて身動きが取れなくなっていた所をナエトルに発見され、サトシ達に救出される。第65話にも再登場し、サトシ達がカバルドンに飲まれたパチリスを救出しようとカバルドンを探していた時に再会した。

## カバルドン
| 分類: じゅうりょうポケモン | タイプ: じめん           | 高さ: 2.0m         | 重さ: 300.0kg |
| 特性: すなおこし           | かくれ特性: すなのちから | 進化前: ヒポポタス | 進化後: なし  |

ヒポポタスの進化形。♂と♀では体の色が違う（♂は茶色、♀は灰色）。ヒポポタスがおっとりとした外見だったのに対し、こちらは大きく開かれた口や赤く染まった眼球など、一転して攻撃的な外見となっている。自動車をスクラップにするほど強力なアゴを持ち、最大直径2メートルまで開けられる。また、アゴには実際のカバと同様に巨大な歯を持つようになった。背中にはクレーターのような穴が複数存在し、そこから体内に溜めた砂を吹き上げて竜巻（砂嵐）を起こして攻撃する。穴には石が詰まることもあり、イシズマイに石を取り除いてもらうために穴に住まわせ大切に守っている。
『ダイヤモンド・パール』では四天王のキクノが切り札として使用。ゲームでは後ろ足が砂で隠れてしまっているが、足はちゃんと四本存在する。また、登場時前足で地面を叩いて「バン!バン!」と音を立てながら登場するが、この地面を叩く音も鳴き声として入ってしまっている。
TVアニメ版では『ダイヤモンド&パール』第65話に登場。ヒカリのパチリスが口の中に入ってしまう事件が起きた。性別は♂。また第170話では四天王キクノのポケモンとして登場し、相性の悪いドダイトス相手に実力差で勝利している。

## スコルピ
| 分類: さそりポケモン             | タイプ: どく/ むし     | 高さ: 0.8m   | 重さ: 12.0kg       |
| 特性: カブトアーマー/ スナイパー | かくれ特性: するどいめ | 進化前: なし | 進化後: ドラピオン |

サソリのような姿をしたポケモン。紫色の体色をしており、極端に吊り上がった目を持つ。尻尾の先端の爪で相手を挟み込むことで相手の全身に毒を送り込み、その毒が回るまで絶対に獲物を放さない執念深い性格を持つ。寒さに弱く、主に乾燥した土地に数多く生息している。ヤクデとは祖先が近い。
TVアニメ版では『ダイヤモンド&パール』にてシンオウ四天王・リョウの手持ちポケモンとして登場。

## ドラピオン
| 分類: ばけさそりポケモン         | タイプ: どく/ あく     | 高さ: 1.3m       | 重さ: 61.5kg |
| 特性: カブトアーマー/ スナイパー | かくれ特性: するどいめ | 進化前: スコルピ | 進化後: なし |

スコルピの進化形。サソリのような姿をしているが、実際のサソリは頭胸部と腹部がくびれずに繋がっているのに対し、こちらは上半身と下半身が独立し、長く伸びた蛇腹状の関節で繋がっている。自動車すら自慢の破壊力で容易くスクラップにするほどの強大な威力を持つ両腕の爪で敵をバラバラに解体し、最後は爪や尻尾の先端部から分泌している猛毒でトドメを刺すが、その猛毒は滅多に使わない。全身を強固な外骨格で覆われているものの、首の関節は柔軟に出来ており頭部を180度回転させて視界を確保する。人々からは砂漠の悪魔と呼ばれ恐れられており、砂漠を横切ろうとする人間やポケモンに襲い掛かる獰猛な性格の持ち主だが、カバルドンには一切手を出さない。
『ダイヤモンド・パール』ではシンオウ地方のポケモンリーグ四天王・リョウが切り札として使用する。『ハートゴールド・ソウルシルバー』ではジムリーダー・アンズが再戦で使用。『ブラック・ホワイト』ではイッシュ地方のポケモンリーグの四天王のギーマが、『ブラック2・ホワイト2』ではプラズマ団のゲーチスが、『X・Y』ではフレア団の科学者・コレア、「ソード」でライバルのクララがそれぞれ使用する。
TVアニメ版では『ダイヤモンド&パール』にてポケモンハンターのJのポケモンとして登場。主に戦闘要員として活躍した。シンジも持っており、「どくびし」の毒や強烈な「ミサイルばり」でサトシのブイゼル、ムクホーク、ドダイトスを連続で倒すが、ゴウカザルの地中からの「フレアドライブ」で「どくびし」を打ち消され、グライオンの「ほのおのキバ」でやけど状態にされ敗れる。他にもレイジや四天王のリョウ、フレア団などが所持している。

## グレッグル
| 分類: どくづきポケモン         | タイプ: どく/ かくとう | 高さ: 0.7m   | 重さ: 23.0kg       |
| 特性: きけんよち/ かんそうはだ | かくれ特性: どくしゅ   | 進化前: なし | 進化後: ドクロッグ |

コバルトヤドクガエルやイチゴヤドクガエルをモチーフにしたポケモン。どく・かくとうという珍しいタイプの組み合わせを持つ。頬に毒袋をもち、それを「ゴボゴボ」という不気味な音を立てて膨らませて威嚇したり、猛毒をにじませた指を相手の隙を突いて突き刺してきたりする。ヒネたような目つきをしていて、シシシシッと嫌味な笑いを浮かべる。胸部には包帯が巻かれたような白い模様が存在し、♂と♀で模様の高さが異なる。
ダイヤモンド・パールではだいしつげんに生息。ノモセシティではマスコットとして親しまれているほか、記念写真の顔ハメ看板が設置され、フレンドリーショップのカウンターに木彫りの置物が置かれる（この置物は後に予約受注生産にて実際に商品化された）。ギンガ団のしたっぱの手持ちで多用される。『プラチナ』では、ハンサムの使用ポケモンとしても登場。ヒードランを悪用しようとしたプルートからかざんのおきいしを奪い返した。
TVアニメ版では『ダイヤモンド&パール』にてタケシのポケモンとして登場。タケシが大人の女性に惚れるたびに「どくづき」をするというコミカルかつユニークなポケモンとして描かれた。声優は小西克幸。また、TVアニメ版のノモセシティではグレッグルを湿原の守り神として扱っており、各家庭で一体ずつ持つほど大切にされ、ノモセ大湿原でグレッグル祭りなるものが開催されている。また、この祭りの参加者の少年トレーナー・ヒロキ（ど根性ガエルのひろしが元ネタ。海外版やレンタルDVD版ではタクヤと呼ばれている）のシャツに張り付いているグレ吉（こちらもど根性ガエルのピョン吉が元ネタになっている）が登場している。『新無印』ではトレーナー・ミサキ（声 - 飯豊まりえ）のポケモンとして登場、声はタケシのグレッグル同様小西が担当。
『ポッ拳 POKKÉN TOURNAMENT』のバトルポケモンの1匹。バトルポケモンに選出されるよりも先にサポートポケモンとして使用可能であった。非常に運要素の高いキャラクター。

## ドクロッグ
| 分類: どくづきポケモン         | タイプ: どく/ かくとう | 高さ: 1.3m         | 重さ: 44.4kg |
| 特性: きけんよち/ かんそうはだ | かくれ特性: どくしゅ   | 進化前: グレッグル | 進化後: なし |

グレッグルの進化形。進化前と比べて体形がスマートになり、色も若干薄くなっている。4本指の1本から伸びる鋭いトゲから、たとえ掠り傷でも死に至るほどの強力な毒を分泌する。この毒はドクロッグの喉元にある巨大な毒袋で作られ、腕の中の管を通って拳のトゲまで送られる。♀は♂に比べ、やや毒袋が小さい。また、ガマゲロゲと近い種類と言われている。
『ダイヤモンド・パール』ではギンガ団の幹部、サターンが使用する。また『ハートゴールド・ソウルシルバー』では四天王のキョウと、その娘であるセキチクジムリーダーのアンズが共に強化後に使用してくるほか、『ブラック・ホワイト』では強化後の四天王のレンブが使用してくる。また、『ブラック2・ホワイト2』ではプラズマ団のゲーチスも使用する。「ソード・シールド」ではライバルのマリィ、「スカーレット・バイオレット」ではスター団のビワが使用する。
TVアニメ版でもギンガ団幹部のサターンがドクロッグを所持しており、『ダイヤモンド&パール』（以下DP）第69話で初登場。このドクロッグは色違いな上に通常よりかなり大柄の個体である。「あくのはどう」でサトシ達を攻撃したり、タケシのグレッグルと睨み合いのバトルを繰り広げた。他にも別個体が登場しているが、こちらはゲーム版と違い薄めの青緑になっている。

## マスキッパ
| 分類: むしとりポケモン | タイプ: くさ     | 高さ: 1.4m   | 重さ: 27.0kg |
| 特性: ふゆう           | かくれ特性: なし | 進化前: なし | 進化後: なし |

ハエトリグサのような姿をしたポケモン。大きな口と上下に生えたキバが特徴。大きな口をあけて甘い匂いを出し、獲物が近づいてきたら飲み込むなど、ウツドンなどに近い特徴を持つ。食虫植物ではあるが、タイプ的にむしタイプに弱い。空中に浮かんで移動するが、下半身の蔦を木の幹に巻き付けたり、根のように地面の中に埋めたりする事もある。
TVアニメ版ではロケット団のコジロウの手持ちポケモンとして登場。バトルとかでボールから出てくるたびにコジロウに抱き着いていた。声優は阪口大助。
『ポケモン☆サンデー』ではゴルゴ所長の手持ちとして登場。パワーウイップでパルキアを倒した。オクタンからきあいのハチマキを借りていたが肝心なところで発動しなかった。

## ケイコウオ
| 分類: はねうおポケモン   | タイプ: みず             | 高さ: 0.4m   | 重さ: 7.0kg        |
| 特性: すいすい/ よびみず | かくれ特性: みずのベール | 進化前: なし | 進化後: ネオラント |

ネオンテトラのような姿をしたポケモン。チョウの翅（はね）のような形状をした2枚の尾鰭を持つ。目の高さにピンクのラインが走っており、このラインを境に上下で体色が分かれている。このラインは昼間に太陽光を溜めたものでカモフラージュの役割となっており、ラインより上は深い青、ラインより下はやや緑がかった水色をしている。夜になるとラインは鮮やかに光る。尾鰭を羽ばたかせるように泳ぐことから、「海のアゲハント」とも呼ばれる。水面から飛びあがったところをキャモメに捕食される。ダイバーに人気なのでリゾート地では餌付けされる事もある。
TVアニメ版では『ダイヤモンド&パール』にノゾミのポケモンとして登場。

## ネオラント
| 分類: ネオンポケモン     | タイプ: みず             | 高さ: 1.2m         | 重さ: 24.0kg |
| 特性: すいすい/ よびみず | かくれ特性: みずのベール | 進化前: ケイコウオ | 進化後: なし |

ケイコウオの進化形。チョウの翅のような大きな胸鰭のほか、小さな腹鰭と尾鰭を持つ。全身は深い青色、鰭の縁や口元などは緑がかった水色をしている。深海の海底に生息し、ランターンと獲物を巡って奪い合いになることがある。2枚の胸鰭で地面を這うように移動する。獲物を誘き寄せるときも4枚の鰭を光らせながら誘導するが、天敵である獰猛な魚ポケモンまで引き寄せてしまう。雌は下の胸鰭（チョウの後翅にあたる）が雄のものより長く伸びる。好物はスターミー。
「スカーレット・バイオレット」ではアカデミー教師のレホールが使用。
TVアニメ版では『ダイヤモンド&パール』第89話に登場したほか、ノゾミが所有している。

## タマンタ
| 分類: カイトポケモン     | タイプ: みず/ ひこう     | 高さ: 1.0m   | 重さ: 65.0kg       |
| 特性: すいすい/ ちょすい | かくれ特性: みずのベール | 進化前: なし | 進化後: マンタイン |

マンタインの進化前。小型のエイのような姿をしている。背中には顔のような模様があり、この模様は生息する地域によって異なることが判明している。頭部の2本の触角は海水の微妙な動きを察知するために用いられる。人懐っこい性格を持つ。
マンタインの系譜らしくテッポウオとは密接な関係にあり、テッポウオが手持ちにいる状態でレベルアップすることでマンタインに進化する。
TVアニメ版では『ダイヤモンド&パール』第91話に初登場し、サトシがポケモントライアスロンで池を渡るときにスクールから借りて使用した。
また、「ポケットモンスター」では、第9話において、ゴウが流氷レースに出場させている。
劇場版では2006年公開の映画『ポケモンレンジャーと蒼海の王子 マナフィ』に、ゲームに先行して登場している。

## ユキカブリ
| 分類: じゅひょうポケモン | タイプ: くさ/ こおり | 高さ: 1.0m   | 重さ: 50.5kg       |
| 特性: ゆきふらし         | かくれ特性: ぼうおん | 進化前: なし | 進化後: ユキノオー |

植物の一種。「じゅひょう（樹氷）」の分類どおり、春になるとアイスキャンディーのような食感の木の実がなる。♂と♀ではお腹の茶色い部分が異なっている。普段は雪山に生息しており、山のふもとにも雪が残る季節になると山から下りてくる。雪山ではめったに出会わない人間に興味があり、人間の存在やその足跡を見ると近寄ってくる習性がある。
TVアニメ版には『ダイヤモンド&パール』第121話に登場。独りぼっちだったためか、最初はサトシ達に構ってほしいあまりに色々とちょっかいを出す。人懐っこく、首に生えているアイスキャンディーのような木の実を快く分けてくれる。声優は西村ちなみ。また、キッサキジムではジムリーダー・スズナの手持ちポケモンとして3番手で登場（ゲーム版の『ダイヤモンド・パール』では1番手）。なお、ゲーム版の『プラチナ』では後述のユキメノコに差し替えられている。

## ユキノオー
| 分類: じゅひょうポケモン | タイプ: くさ/ こおり | 高さ: 2.2m         | 重さ: 135.5kg |
| 特性: ゆきふらし         | かくれ特性: ぼうおん | 進化前: ユキカブリ | 進化後: なし  |

ユキカブリの進化形。ブリザードを巻き起こしてあたりを真っ白にし、姿を隠す。アイスモンスターとも呼ばれ、雪男の正体とされる。万年雪の降り積もる雪山に生息しており、雪の花が咲く頃に姿を現し、花が散ると再び姿を隠す。また、大木のような剛腕も強力で、一振りしただけでユキカブリの木の実を狙うダルマッカ（ガラルのすがた）や他のポケモンたちを追い払い、巨岩もたやすくかち割るほど。また、寝ている時もブリザードを発生することがあるが、これは身を隠すためなのかただ寝ぼけているだけなのかは不明。
キッサキシティジムのジムリーダー・スズナの手持ちとして登場。『ハートゴールド・ソウルシルバー』では、チョウジタウンのジムリーダー・ヤナギ（再戦時のみ）が先発として使用している。『X・Y』ではエイセツシティジムリーダーのウルップが、『オメガルビー・アルファサファイア』では四天王のプリムが強化後に、それぞれ先発として使用。他に「スカーレット・バイオレット」でアカデミー校長のクラベルが使用する。
ほのお・どく・いわ・かくとう・ひこう・はがねと、ナッシーと同じくポケモンの中で弱点の多いポケモンで、特にほのお技は4倍の弱点である。
TVアニメ版では『ダイヤモンド&パール』にてジムリーダー・スズナの手持ちとして登場。
『X・Y』以降は「メガユキノオー」へとメガシンカを遂げる一方、サトシとの再戦でジムリーダーのウルップが最後の切り札としてメガシンカさせた。
メガユキノオー
全身の毛が逆立ち、背中から巨大な二本の氷柱が突き出している。背中の氷柱が重いためか、常に四つん這い。氷柱からマイナス30℃の冷気を吹き出す。特性は変わらず、素早さが下がるが、そのほかの能力がパワーアップし、くさタイプの中で最も攻撃のステータスが高い。
『大乱闘スマッシュブラザーズ for Nintendo 3DS / Wii U』『大乱闘スマッシュブラザーズSPECIAL』では、「モンスターボール」から登場。その場で「ふぶき」を使用してファイターを引き寄せ、「れいとうパンチ」で凍り状態にする。

## マニューラ
| 分類: かぎつめポケモン | タイプ: あく/ こおり     | 高さ: 1.1m       | 重さ: 34.0kg |
| 特性: プレッシャー     | かくれ特性: わるいてぐせ | 進化前: ニューラ | 進化後: なし |

ニューラの進化形。ニューラに「するどいツメ」を持たせて夜の時間帯にレベルアップすると進化する。手足の爪が2本から3本に増え、より攻撃的な姿へと変化している。頭部からは赤い鳥の羽のような突起物が扇状に広がっている。寒冷地に4、5匹の群れで生息し、連携して獲物を追い詰めるという、ネコよりもオオカミに近い生態を持つ。進化して知能が発達して更にずる賢くなった他、仲間と喧嘩する事はなくなった。周囲の石、樹木、氷の表面にツメで模様を刻んで、群れの仲間に合図を送る。その数は500種類以上あるとされる。また、チームプレーでマンムー等の大物を仕留める連携力を持つとされる他、アローラ地方ではロコンやサンドが好物で、餌を仲間と分け合うようになった。サンドを食べる時は一匹が脚を掬いひっくり返した後にもう一匹がとどめを刺すとされる。
後述のようにTVアニメ版および劇場版では、ルカリオやマネネなどともにゲーム本編に先行して登場していた。『ダイヤモンド・パール・プラチナ』では、ギンガ団のボス・アカギの最後の切り札として登場する。なお、『プラチナ』に限ってジムリーダーのスズナも再戦で先発で繰り出してくる。『ハートゴールド・ソウルシルバー』では強化後の四天王・カリンが先発として使用する。『ブラック2・ホワイト2』ではプラズマ団のヴィオ、『X・Y』ではフレア団の科学者モミジ、「サン・ムーン」では元スカル団のグラジオ、「スカーレット・バイオレット」ではジムリーダーのグルーシャ（再戦時）がそれぞれ使用。
TVアニメ版では『アドバンスジェネレーション』第185話に登場。流れ者のマニューラとのリーダー同士の争いに敗れ、自らを鍛えるため「はぐれマニューラ」となったマニューラが、サトシたちを襲撃した。はぐれマニューラの声優は小西克幸、流れ者マニューラの声優は飛田展男。『ダイヤモンド&パール』ではシンジの手持ちポケモンとして登場。『XY&Z』ではアランの手持ちとして登場し、カロスリーグでサトシと対戦。「まもる」や「かげぶんしん」でオンバーンを翻弄し翼を「れいとうビーム」で凍らせてからの「つじぎり」で勝利するも、猛攻に耐えたルチャブルの「フライングプレス」で敗北に終わる。
劇場版では『ミュウと波導の勇者 ルカリオ』に、キッド・サマーズのパートナーとして2匹登場した。2匹とも実力は高いようだが怒るとすぐに熱くなってしまうのが欠点。声優は福島潤と阪口大助。
『ポッ拳 POKKÉN TOURNAMENT』のバトルポケモンの1匹。プレイヤーの応援を行う「ニア」というトレーナーのパートナーでもあるが、作中では登場しない。
『大乱闘スマッシュブラザーズX』では、「モンスターボール」から登場。左右に往復しつつ「みねうち」を繰り出す。威力・吹っ飛ばし力共にかなり低いが、攻撃した敵ファイターをふらつかせて動けなくする。

## ジバコイル
| 分類: じばポケモン         | タイプ: でんき/ はがね | 高さ: 1.2m         | 重さ: 180.0kg |
| 特性: がんじょう/ じりょく | かくれ特性: アナライズ | 進化前: レアコイル | 進化後: なし  |

レアコイルの進化形。特殊な磁場を浴びた影響で、体の分子構造が組み替えられた。レアコイルの時は半連結状態だった3匹のコイルがジバコイルと化したことで完全に連結している。真ん中のコイルがUFOのような外見となり、残り2匹のコイルはあまり姿を変えずにアームのような役割になる。ジバコイルに対して人工的に同様の現象を起こし、さらに進化させようと試みた集団も存在したが、失敗に終わっている。U字磁石のようなユニットが、2つは前側左右、1つは後ろに合計3つあり、普段は全体的に黒っぽいが攻撃時などに両端が赤と青に光る。真ん中に赤い目があるが、これは両側の目と違い表情を変えることができず、寝る時も開いている。この赤い目は暗視スコープのような機能を持つ。頭のアンテナは何らかの電波を送受信しているらしい。強力な磁力を持つため、ジバコイル同士が引き寄せられ合うと身動きがとれなくなる。夜空を飛ぶジバコイルを実際にUFOと見間違える報告が多発しており、未だに宇宙からやって来たと信じる者もいるとされる。縄張り意識が強く、頭のアンテナによるレーダーで縄張りを監視しており、侵入者は破壊光線で直ちに処分する。
レアコイルを『ダイヤモンド・パール・プラチナ』ではテンガン山で、『ブラック・ホワイト』『ブラック2・ホワイト2』では電気石の洞穴で、『X・Y』では13番道路で、『オメガルビー・アルファサファイア』ではニューキンセツで、『サン・ムーン』ではポニの大峡谷で、『ウルトラサン・ウルトラムーン』ではポニの大峡谷又はホテリ山でレベルアップさせると進化する。『ソード・シールド』ではクワガノンと同じく「かみなりのいし」を使うと進化する。『オメガルビー・アルファサファイア』ではホウエン図鑑に加えられている。
トレーナーでは『ハートゴールド・ソウルシルバー』では、アサギジムリーダー・ミカンとクチバジムリーダー・マチスがそれぞれ再戦時に使用するが、ゲーム内では進化させるための場所がなく、一度『ダイヤモンド・パール・プラチナ』に送らないと進化させることができない。『ブラック2・ホワイト2』ではプラズマ団の科学者アクロマが、『オメガルビー・アルファサファイア』ではミツルがそれぞれ使用する。『サン・ムーン』ではククイ博士とキャプテンのマーマネ、元キャプテンのマーレイン、『スカーレット・バイオレット』では四天王のポピーがそれぞれ使用する。
TVアニメ版では『ダイヤモンド&パール』第158話に登場。メタグロスとぶつかり稽古していた場所が水で埋まってしまっていた為、体内の磁場が溜まり、ロケット団のニャースも何を言っているのか分からないほど興奮し、暴れまわっていた。
劇場版では『ギラティナと氷空の花束 シェイミ』にゼロのポケモンとして登場。声優は特別出演したTIMのゴルゴ松本。

## ベロベルト
| 分類: なめまわしポケモン   | タイプ: ノーマル       | 高さ: 1.7m         | 重さ: 140.0kg |
| 特性: マイペース/ どんかん | かくれ特性: ノーてんき | 進化前: ベロリンガ | 進化後: なし  |

ベロリンガの進化形。ベロリンガをそのまま太らせたような外見で、体重はベロリンガの2倍以上となっている。ベロリンガよりも舌が長く、唾液の分泌量も多い。ベロリンガよりも大きな獲物は勿論、小さな豆1粒だけを器用に捕食することができる。その代わり、指先は不器用になってしまっている。食いしん坊なところは、ベロリンガと変わらない。頭部は前髪が上向きにカールしたような形状をしている。また、首筋から胸元にかけて白い模様があり、あたかもナプキンを首から垂らしているようにも見える。唾液にはあらゆる物を溶かす成分が含まれており、触ると痺れる。喉の奥に唾液を溜める場所があり舌を巻き取ってしまう事ができる。舌の長さを競うコンテストも有り、現在の最高記録は25mと判明している。
ベロリンガが「ころがる」を覚えた状態でレベルアップすることで進化する。『ハートゴールド・ソウルシルバー』ではジョウト図鑑に加えられており、全国図鑑入手前に手に入れることができる。コガネジムリーダーのアカネも再戦時に使用する。
TVアニメ版では『ダイヤモンド&パール』第98話に登場。ズイタウンにある育て屋の娘・アオイが、両親が留守の間世話を任されていたベロリンガを誤って進化させてしまう。また、シンオウリーグにてコウヘイの手持ちとして登場、長い舌を生かした遠距離攻撃でサトシのフカマルを苦しめるも、空中が得意なヨルノズクには舌が届かず最後は「じんつうりき」で叩きつけられ敗北。
劇場版では『ディアルガVSパルキアVSダークライ』にてアルベルト男爵の手持ちポケモンとして登場。アルベルト男爵の命令でダークライを攻撃するが、逆に「ダークホール」を受け眠りに落ちてしまう。その後、ポケモン達の悪夢が実体化するという怪現象が発生するが、このときベロベルトが見ていた悪夢の影響でアルベルト男爵がベロベルトになってしまう。

## ドサイドン
| 分類: ドリルポケモン           | タイプ: じめん/ いわ | 高さ: 2.4m       | 重さ: 282.8kg |
| 特性: ひらいしん/ ハードロック | かくれ特性: すてみ   | 進化前: サイドン | 進化後: なし  |

サイドンの進化形。鼻から生えているドリルの角と、全身を覆う赤茶色のプロテクターが特徴であり、このプロテクターは火山の噴火にも耐えられるほどの強度・耐熱性を持つ。名刀の一振りでも傷一つ付かないほどの頑丈が取り柄だが、イワパレスの硬い爪に粉々に砕かれることもある。鼻先のドリルの角は縦に生えていたものが正面に倒れ、背中や頭部の突起がプロテクターで隠れたようなデザインに加え、プロテクターに覆われていない部分もやや黒っぽい灰色になり、尻尾の先端がごつごつとした球体状に変化しているため、進化前と大きくイメージが変わっていて、サイのような姿から鎧竜科のアンキロサウルス科に近くなっている。手のひらには穴が開いており、この穴に岩やイシツブテ(生息していないガラル地方ではダンゴロ)を入れ、筋肉に力を込めて瞬間的に腕を膨らませることで、噴出することができる。最大装填数は片手に3発ずつ。また、サイドンの頃よりも脳みそが小さくなっており、その分を戦いのエネルギーに回しているため強い。
「プロテクター」をサイドンに持たせて通信すると進化する。『ダイヤモンド・パール・プラチナ』および『ハートゴールド・ソウルシルバー』のタワータイクーン・クロツグが使用する。また、『プラチナ』ではカバルドンに代わり、四天王のキクノの切り札となっている。『ハートゴールド・ソウルシルバー』では、ジムリーダーのグリーンが初戦時に使用したサイドンが進化した形で、再戦時に使用してくる。『ブラック2・ホワイト2』では、PWTで元トキワジムリーダーのサカキが切り札（先鋒）として使用する。また、『オメガルビー・アルファサファイア』ではホウエン図鑑に加えられている。
TVアニメ版では『ダイヤモンド&パール』第141話にて、シンオウバトルフロンティア・タワータイクーンのクロツグのポケモンとして登場。フタバ祭りのバトル大会でサトシのハヤシガメと対決し、勝利した。このほか、第164話にはトレーナーに捨てられたと誤解して自棄になって「ラスターカノン」を乱射し暴れまわるドサイドンが登場する。『XY』ではアランのライバル、歌舞伎トレーナー・ルイ（声 - 山寺宏一）のポケモンとして登場。ニックネームは「ドンの助」。相性で有利なアランのリザードンとバトルし、敗れる。声優は最上嗣生。

## モジャンボ
| 分類: ツルじょうポケモン         | タイプ: くさ               | 高さ: 2.0m         | 重さ: 128.6kg |
| 特性: ようりょくそ/ リーフガード | かくれ特性: さいせいりょく | 進化前: モンジャラ | 進化後: なし  |

モンジャラの進化形。その体長はモンジャラの2.0 倍・体重は約3.67 倍にまで成長しており、全身を覆う蔓もさらに伸び続け、暖かい季節には目玉も隠れてしまうほど。動かずにいることで大きな茂みに擬態、近づいてきた獲物をツルで絡めとり捕獲する。全身を覆うツルの一部が伸びて腕となっており、これにより獲物を絡めとる。腕を切断されても特にダメージはなく、短時間で再生する。長く伸びすぎたツルが邪魔な時は自ら切り落とすこともある。また、ツルを伸ばしてその巨体を遠くまで運ぶ事もある。オスとメスでは指の赤い模様の長さが違っており、メスの方が模様が長い。
モンジャラが「げんしのちから」を覚えた状態でレベルアップすることで進化する。『ハートゴールド・ソウルシルバー』ではジョウト図鑑に加えられており、全国図鑑入手前に手に入れることができる。また、タマムシジムリーダー・エリカ（再戦時のみ）の手持ちにも加えられている。
TVアニメ版では『ダイヤモンド&パール』第134 話に登場。裂けてしまった樹を元通りにするために他のポケモン、特に大きな体をしたポケモンから「すいとる」でパワーを奪っていた。

## エレキブル
| 分類: らいでんポケモン | タイプ: でんき     | 高さ: 1.8m       | 重さ: 138.6kg |
| 特性: でんきエンジン   | かくれ特性: やるき | 進化前: エレブー | 進化後: なし  |

エレブーの進化形。2 本の尻尾を押しつけながら2 万ボルトを超える電気を流して相手を仕留める。また、この尻尾を掴んで拳に電気を貯め、そのまま「かみなりパンチ」を繰り出すこともある。パンチは強力だが、繰り出す前に腕を回して振りかぶる動作をするため、大抵の相手はその隙に逃げる。エレブーに比べてずんぐりとした体型になり、体重は4 倍以上になる。背中にはコンセントの差込口のような模様がある。発電量は心拍数と比例し、戦闘になると一気に増加する。発電量はでんきタイプのポケモンの中でも最高クラスで有り、エレキブル1匹で大都市の建物全ての電力を1年分賄う事が可能。
エレブーにエレキブースターを持たせて通信交換すると進化できる。『ダイヤモンド・パール』の発売前の画像や体験版においてルカリオなどとともに初登場ポケモンとして登場していたが、エレキブルは唯一当時のシンオウ図鑑に含まれておらず、実質クリア後に全国図鑑にバージョンアップされるまで入手できなかった。『プラチナ』ではシンオウ図鑑に追加され、ナギサジムリーダーのデンジのポケモンとして登場する。『ハートゴールド・ソウルシルバー』では、クチバジムリーダーのマチスが初戦時のエレブーが進化した形として、強化後に使用してくる。「サン・ムーン」ではキャプテンのマーマネが使用する。「スカーレット・バイオレット」ではジムリーダーのナンジャモが使用する。
TVアニメ版では『アドバンスジェネレーション』、『ダイヤモンド&パール』にてシゲルの手持ちポケモンとして初登場した。声優は石塚運昇→三宅健太。
『ダイヤモンド&パール』ではサトシのライバル・シンジのポケモンとして登場。シンオウリーグではジュンのエンペルトやサトシのゴウカザルとバトルを繰り広げ、前者は「げきりゅう」が発動したエンペルトの「ハイドロカノン」を「まもる」で防ぐと「かみなり」で勝利、後者は「もうか」が発動したゴウカザルの「フレアドライブ」と「かみなりパンチ」のぶつかり合いの末に敗北。声優は三宅健太。他にもジムリーダー・デンジのポケモンとしても登場、サトシのドダイトスを「ほのおのパンチ」「れいとうパンチ」で勝利、ピカチュウも電気技を特性「でんきエンジン」で受け流しつつ素早さを上げたものの、ピカチュウの特性「せいでんき」の麻痺で動きが鈍った隙を突かれ「アイアンテール」に敗北。ワールドチャンピオンシップスでもピカチュウと対決するが、「でんきエンジン」でもZワザ「1000まんボルト」を受け流せずに敗北。
『サン&ムーン』ではリゾートカンパニーの大会社の社長・ブルガン（声 - 水内清光）のポケモンとして登場。カキのバクガメスやガラガラを一度は負かすものの、再戦時にガラガラのZワザに敗れた。使用技は「かみなりパンチ」「かみなり」「あまごい」。声優は櫻井トオル。

## ブーバーン
| 分類: ばくえんポケモン | タイプ: ほのお     | 高さ: 1.6m       | 重さ: 68.0kg |
| 特性: ほのおのからだ   | かくれ特性: やるき | 進化前: ブーバー | 進化後: なし |

ブーバーの進化形。体形は大きな卵型となり、貫禄が増しているが、ブーバーと体重は1.5倍ほどしか差はない。嘴のように突き出していた口は頬まで裂け、タラコ唇のようになっている。ブーバー同様、火山の火口付近に生息するが、1つの火山にはひとつがいのブーバーンしかいないらしい。腕の先は大砲の砲口のような円筒形をしており、ここから摂氏2000度の火球を放つことが可能であり、撃ち出す瞬間は発生する熱のために身体がほのかに白くなる。手には爪があるが、火球を撃つ時は引っ込める。なお、この火球はあくまでも敵を仕留める為に使い、丸焦げになってしまうので獲物を仕留める時には使わない。今もなお多くの工場で、この炎を利用して金属を加工する昔ながらの技法が使われている。炎は手以外にも進化前同様口から発射することがある。
ブーバーに「マグマブースター」を持たせた状態で通信交換することで進化する。『プラチナ』ではシンオウ図鑑に追加され、四天王のオーバが切り札として使用する。『ハートゴールド・ソウルシルバー』ではグレンジムリーダーのカツラが初戦時に使用するブーバーが進化した形で、強化後に使用してくる。『スカーレット・バイオレット』ではブルベリーグ四天王のアカマツが使用する。
TVアニメ版では『ダイヤモンド&パール』にてシンジの手持ちポケモンとして登場。第189話のシンオウリーグ決勝戦ではタクトの対戦相手が使用していたが、ダークライに倒された。

## トゲキッス
| 分類: しゅくふくポケモン     | タイプ: フェアリー/ ひこう | 高さ: 1.5m         | 重さ: 38.0kg |
| 特性: はりきり/ てんのめぐみ | かくれ特性: きょううん     | 進化前: トゲチック | 進化後: なし |

トゲチックの進化形。卵型に近い体型を持つ。トゲチックは首が長く、手とは別に背中に羽を持つが、こちらは首が短くなり、手と羽が一体となっている。互いの存在を認め合い、無駄な争いを行わない人間のもとに姿を現し、さまざまな恵みを分け与える。一方で揉め事がある場所には決して姿を現さず、近頃では滅多にその姿を現さなくなった、と云われている。
トゲチックに「ひかりのいし」を使うことで進化する。『プラチナ』『ブラック2・ホワイト2』では、チャンピオンのシロナがトリトドンに代わって使用する（性別は♂）。WEBサイト「ポケモンだいすきクラブ」で自分の誕生月にマイページをチェックすると、隠れ特性「きょううん」を持ったトゲキッスを『ブラック・ホワイト』に送ることができる。そのほか「ソード・シールド」でジムリーダーのポプラやマスター道場の女将のミツバが使用する。
第5世代（ブラック2・ホワイト2）まではノーマル・ひこうタイプだったが、第6世代（X・Y）からは、フェアリー・ひこうタイプに変更された。
TVアニメ版では『ダイヤモンド&パール』第171話でサルビア王女（声 - かかずゆみ）のポケモンとして登場し、ヒカリに譲られ彼女の手持ちとなる。声優は井上喜久子。シロナの手持ちとしても登場し、高い耐久力を見せつけた。こちらの声優は武田華。

## メガヤンマ
| 分類: オニトンボポケモン | タイプ: むし/ ひこう   | 高さ: 1.9m         | 重さ: 51.5kg |
| 特性: かそく/ いろめがね | かくれ特性: おみとおし | 進化前: ヤンヤンマ | 進化後: なし |

ヤンヤンマの進化形。古代に生息していた原始トンボであるメガネウラやステノディクティアのような原トンボ目のような姿となり、背中や尾には薄い羽根と鋭い突起を持つ。体色は赤から緑色に変化している。飛び立つ際に周囲の大木さえも薙ぎ倒してしまうほど羽ばたく力が非常に強く、その発生した衝撃だけで相手の体の内部にダメージを与えることもできる。背中の羽根で空中を高速で飛行し、尻尾の小さな羽根を使ってバランスをとる。アゴや脚の力も発達しており、高速飛行してすれ違いざまに対象の首を噛みちぎり、6本の脚で大人でさえも軽々と抱えて飛行することができる。羽根を休める時は逆さまになって木に掴まる。
ヤンヤンマが技「げんしのちから」を覚えた状態でレベルアップすることで進化する。『プラチナ』では、四天王のリョウが先鋒で使用する。『ハートゴールド・ソウルシルバー』ではジョウト図鑑102番に加えられており、全国図鑑入手前に手に入れることができる。また、ヒワダジムリーダーのツクシも再戦時に使用している。『スカーレット・バイオレット』の有料追加コンテンツ「ゼロの秘宝 前編・碧の仮面」ではブルーベリー学園の生徒でありゼイユの弟でもあるスグリがクリア前の5戦目およびクリア後の4戦目でヤンヤンマから進化する形で使用。
TVアニメ版では『ダイヤモンド&パール』にてロケット団のムサシの手持ちポケモンとして登場。声優は古島清孝。性別はメスで、理由はトゲピーのメロメロが効かなかったから（自分のポケモンだというのに、初めてメスだと知ったムサシは隠し切れないほど本気で驚いていた）。

## リーフィア
| 分類: しんりょくポケモン | タイプ: くさ             | 高さ: 1.0m       | 重さ: 25.5kg |
| 特性: リーフガード       | かくれ特性: ようりょくそ | 進化前: イーブイ | 進化後: なし |

指宿市に設置されたリーフィアのマンホール

イーブイの進化形の1匹。タイプはくさ。体色はクリーム色に変わり、首周りを覆う毛が無くなりスマートな体型となる。体の各所から草が生え、緑色の耳や尾の先には葉のような切れ込みや葉脈が存在する。哺乳類に近い姿をしているが細胞は植物に近く、光合成を行う。イーブイの進化形の中では、最も争いごとを好まない温和な性格だが、仲間を守るためならば尻尾の葉を尖らせて大木すらも切断可能な切れ味の刃に変えて戦う。野生の個体は綺麗な川が流れる森の奥深くで静かに暮らしている。葉からはツンとした癖のある匂いが漂い、香水として加工される事もある。年老いたリーフィアからは落ち葉のような匂いが漂う。
『ダイヤモンド・パール』では、「ハクタイのもり」にある苔むした岩周辺でイーブイをレベルアップさせることで進化する。『ブラック・ホワイト』、『ブラック2・ホワイト2』では「ヤグルマの森」に同じ岩が存在し、進化させることができる。その後のシリーズでも、『X・Y』では20番道路(迷いの森)、『オメガルビー・アルファサファイア』ではトウカの森、『サン・ムーン』ではシェードジャングルといった森系のダンジョンに同様の岩があり、それがあるエリアで進化できる。『ソード・シールド』ではそのような岩がない代わりに、新たにリーフのいしを使うことで進化できるようになった。
トレーナーでは、『サン・ムーン』でライバルのハウがアシマリを選んだ場合に使用してくる。「スカーレット・バイオレット」ではポケモントレーナーのボタンが使用。
TVアニメ版では『ダイヤモンド&パール』に登場したノゾミや『ベストウイッシュ シーズン2』に登場したバージルが所有している。
第8シリーズではサザレのポケモンとして71話から登場。ドットのウェルカモとバトルし、新たに覚えた「エアカッター」と「けたぐり」を食らい敗北。声優は緒方佑奈。

## グレイシア
| 分類: しんせつポケモン | タイプ: こおり           | 高さ: 0.8m       | 重さ: 25.9kg |
| 特性: ゆきがくれ       | かくれ特性: アイスボディ | 進化前: イーブイ | 進化後: なし |

指宿市に設置されたグレイシアのマンホール

イーブイの進化形の1匹。こおりタイプとなり、体色が水色となったほか、首周りを覆う毛がなくなり、耳元からはもみあげのような毛が垂れ下がっている。また、体の各所には氷の結晶を連想させる菱形の模様を持つ。体温を－60℃までコントロールすることで周囲の空気を冷やし、細かな氷の結晶を作り出す能力を持ち、ダイヤモンドダストを降らせたり、氷の粒を発射する事で獲物を狩る。全身の毛を凍らせて氷柱のように尖らせ、それを逆立てることで身を守る他、タックルする事で獲物を狩る際に利用される。パウダースノーを作り出す事が出来るのでスキー場には重宝されている。
『ダイヤモンド・パール』では、217番道路にある凍結した岩周辺でイーブイをレベルアップさせることで進化する。『ブラック・ホワイト』、『ブラック2・ホワイト2』ではネジ山に同じ岩が存在し、進化させることができる。その後のシリーズでも、『X・Y』のフロストケイブ内部や『オメガルビー・アルファサファイア』の浅瀬の洞穴の最奥部の氷の部屋、『サン・ムーン』のラナキラマウンテンなどの氷雪系の道やダンジョンに同様の岩があり、そこで進化できる。『ソード・シールド』ではそのような岩がない代わりに、新たにこおりのいしを使うことで進化できるようになった。なお『ブリリアントダイヤモンド・シャイニングパール』ではこのこおりのいしが入手できず、凍結した岩周辺での進化しかできない（リーフィアの場合はリーフのいしが入手可能なため、苔むした岩周辺での進化と石進化両方が可能）。
トレーナーでは『プラチナ』では、キッサキシティのジムリーダー・スズナが「しょうぶどころ」での再戦時に使用する。『ブラック2・ホワイト2』ではシロナとN（冬限定）も使用している。「スカーレット・バイオレット」ではアカデミー教師のセイジが使用。
TVアニメ版では『ダイヤモンド&パール』にてハルカのイーブイが進化した姿として登場。声優は林原めぐみ。『ベストウイッシュ シーズン2』ではバージルのポケモンとして登場。声優は大原桃子。

## グライオン
| 分類: キバさそりポケモン         | タイプ: じめん/ ひこう     | 高さ: 2.0m         | 重さ: 42.5kg |
| 特性: かいりきバサミ/ すながくれ | かくれ特性: ポイズンヒール | 進化前: グライガー | 進化後: なし |

グライガーの進化形。グライガーに「するどいキバ」を持たせて夜の時間帯にレベルアップすると進化する。体と翼が大きくなったが、より軽くなっている。また、「キバさそりポケモン」という分類どおり牙も大きくなった。羽ばたくことなく滑空する事を得意とし、わずかな風の流れに乗るだけで、一度も羽ばたかずに地球を一周する事も可能。長い尻尾も発達しており、獲物を捕らえる際は、尻尾を使って木の枝にぶら下がり、隙を見て上空から羽音さえ立てずに襲撃し、長い尻尾で獲物を捉え、大きく鋭い牙で急所を一突きしてとどめを刺す。
『プラチナ』ではシンオウ図鑑に追加されたことにより、四天王キクノの手持ちポケモンとして登場する。『スカーレット・バイオレット』の有料追加コンテンツ「ゼロの秘宝 前編・碧の仮面」ではブルーベリー学園の生徒でありゼイユの弟でもあるスグリが5戦目でグライガーを進化する形で使用。
TVアニメ版では、グライガーの群れのリーダーで住みかに帰そうとしたが、シンジにゲットされた。サトシのグライガーもシゲルから渡されたするどいキバでグライオンに進化しており、エアバトルマスターのミツゾーの元で修行するために預けられるが、シンオウリーグで呼び戻され、そのままサトシに返された。修行前は小型だったが、修行後は通常と同じ大きさになっている。声優はグライガー同様小西克幸。四天王のキクノも手持ちにしている。
かくれ特性のポイズンヒールとどくどくだまのコンボによる持久戦を得意とするポケモンとして知られる。持久戦を延々と続ける戦法「受けループ」は2018年1月に有名なプレイヤーによって寄稿されたポケモンだいすきクラブの記事にも名前が出て半ば公式用語になるほど有名な単語である。

## マンムー
| 分類: 2ほんキバポケモン    | タイプ: こおり/ じめん   | 高さ: 2.5m       | 重さ: 291.0kg |
| 特性: どんかん/ ゆきがくれ | かくれ特性: あついしぼう | 進化前: イノムー | 進化後: なし  |

イノムーの進化形。イノシシから一転しマンモスのような姿となり、長い体毛に覆われて外からは目が見えなかったイノムーと比べ、眼がはっきり見えるようになり体格や顔付きも立派になった。鼻は短い。また、氷でできた巨大な2本の牙が生えているが、雌の牙は雄のものより短い。氷河期に数多く存在していたらしく、1万年前の地面からマンムーがコールドスリープ状態で発見され、さらに目覚めてしまったために騒がれたという事例が報告されている。現在では氷河期が終わって暖かくなってしまったために、絶滅はしなかったまでも数が大きく減少してしまった。
カロス地方では17番道路の深い雪道を吹雪の中で安全に進むためにライドポケモンとして貸し出されており、このため17番道路は「マンムーロード」と呼ばれている。
イノムーが「げんしのちから」を覚えた状態でレベルアップすると進化する。
『プラチナ』では、キッサキシティのジムリーダー・スズナが「しょうぶどころ」での再戦時に使用する。『ハートゴールド・ソウルシルバー』ではジョウト図鑑に加えられており、チョウジタウンのジムリーダー・ヤナギも再戦時にイノムーから進化する形で使用している。
TVアニメ版では『ダイヤモンド&パール』では第106話でヒカリのイノムーがマンムーに進化しているが、当初は進化前と同様に指示を聞かなかったが、第119話から心を開き指示を聞くようになる。声優は石塚運昇だったが、石塚の死去後は中村悠一が担当した。

## ポリゴンZ
| 分類: バーチャルポケモン           | タイプ: ノーマル       | 高さ: 0.9m        | 重さ: 34.0kg |
| 特性: てきおうりょく/ ダウンロード | かくれ特性: アナライズ | 進化前: ポリゴン2 | 進化後: なし |

ポリゴン2の進化形。異次元空間でも自由に行動可能となることを目的として、性能の向上を図りパッチプログラムを当てられプログラムを修正されたが、プログラムにミスが存在し本来の行動プログラムにもバグを生じさせ、不審な動作をするようになった。その為、学界でも本当に進化と言えるのか意見が分かれている。ポリゴン2と比較して大小なりに変化が発生しており、身体構造的な変化として尻尾が一本足に、足に当たる部分が手のようになり、頭部は上下逆さまとなって首だった部位がアンテナのような形態に変化している。ポリゴンおよびポリゴン2同様、性別は存在しない。鳴き声はポリゴンとポリゴン2のものとは大きく異なり、甲高い電子音のような奇妙なものである。
ポリゴン2にアイテム「あやしいパッチ」を持たせて通信交換を行うことで進化する。2023年現在、最終進化する為に2度の通信交換を要求される唯一のポケモンである。
ゲーム『ポケットモンスター ブリリアントダイヤモンド・シャイニングパール』では、ポケモンリーグの再再戦（2度目の強化）において、チャンピオンのシロナがロズレイドに代わって新たに使用するポケモンとなっている。他に「ウルトラサン・ウルトラムーン」でライバルのグラジオ、「スカーレット・バイオレット」でブルベリーグチャンピオンのスグリが使用する。
2018年3月にポケモンだいすきクラブに寄稿された『ウルトラサン・ウルトラムーン』の記事としては、ポリゴンZとメガガルーラの破壊力を活かしつつ、困ったらメタモンの特性かわりもので対処するという、ノーマルタイプのみを持つ3匹を活かしたパーティが掲載された。
アニメ版では進化前のポリゴンおよびポリゴン2共々「ポリゴンショック」が原因で未登場だが、『劇場版ポケットモンスター ベストウイッシュ キュレムVS聖剣士ケルディオ』で一瞬だけ登場している。
ゲーム『ポケパークWii 〜ピカチュウの大冒険〜』ではストーンゾーンで登場する。一人称は「オレ」。声優は三木眞一郎。

## エルレイド
| 分類: やいばポケモン           | タイプ: エスパー/ かくとう | 高さ: 1.6m       | 重さ: 52.0kg |
| 特性: ふくつのこころ/ きれあじ | かくれ特性: せいぎのこころ | 進化前: キルリア | 進化後: なし |

♂のキルリアの進化形。キルリアのもう一つの分岐進化形サーナイトは女性的でエレガントな姿を強調しているのに対し、エルレイドは男性的なシャープさを彷彿とさせており、サーナイトと共にほぼ人間のような外観を持っている。また頭部や両肘には鋭利な刃が備わっている。肘の刃は伸縮自在であり、伸ばすとともに性質を刀のように変化させることで武器として使用、これによる居合戦法を得意としている。相手の考えを敏感にキャッチする能力を備え、この能力を生かして相手より先に行動することができる。礼節を重んじる性格の持ち主で、誰かを守ろうとする時に肘の刀を使い激しく戦うと言われている。
キルリアの♂に「めざめいし」を使用することで進化する。『プラチナ』では、四天王であるゴヨウが使用する手持ちポケモンの1体であるほか、『プラチナ』『ハートゴールド・ソウルシルバー』のバトルキャッスルでは、フロンティアブレーンであるコクラン、『ハートゴールド・ソウルシルバー』では、ヤマブキジムリーダー・ナツメ（再戦時）、『ブラック2・ホワイト2』では、四天王カトレアが手持ちポケモンの1体として使用する。「LEGENDS アルセウス」ではギンガ団のムベ、「スカーレット・バイオレット」ではジムリーダーのリップが再戦時に使用する。
『オメガルビー・アルファサファイア』ではホウエン図鑑に加えられ、サーナイトにかわってミツルのポケモンとなった。同作から「メガエルレイド」にメガシンカできるようになった。
メガエルレイド
胸にあったプレートが小さくなり、代わりに両腕に発生、緑色だった腕と胴体が白く変色。さらに背中にマントのようなものが生えて、騎士のようないでたちになった。特性は「せいしんりょく」に変化する。
TVアニメ版では『ダイヤモンド&パール』にてノゾミのポケモンとして登場。声優は雪野五月。XYでは51話にて舞台監督のカール、XY85話にてジンゴロウのポケモンとして登場。前者はサトシの勘違いで怪我をしてしまい、罪悪感を感じたサトシはルチャブルに代役を任せることになる。後者はセレナのテールナーの折れた枝を直すために腕試しをするも、実は枝はすでに「直せない状態」であり、ジンゴロウは道具を大切にする気持ちと何事にもこだわりすぎずに諦めることも大事だということを教えるためにバトルをしたのだと言う。声優は両方とも寺崎裕香。2019年版ではリントのポケモンとして登場。サトシのガラルカモネギと互角に戦うも最後は進化したネギガナイトに敗北。声優は浪川大輔。

## ダイノーズ
| 分類: コンパスポケモン     | タイプ: いわ/ はがね     | 高さ: 1.4m       | 重さ: 340.0kg |
| 特性: がんじょう/ じりょく | かくれ特性: すなのちから | 進化前: ノズパス | 進化後: なし  |

ノズパスの進化形。鼻が大きくなり、全身から強力な磁力を放出している。ノズパスにあった手足はなくなり、目も一般的な瞳へと変化した。この目は杭のような頭部により引っ込めることが可能。まばたきするときも、頭部が同時に引っ込む。背中と両側部にはチビノーズと呼ばれる小さなユニットが3体装備されており、磁力によって本体であるダイノーズの意思で自由に操ることが可能で、これを用いて3方向から標的をしとめる。まれに、遠くへ飛ばしたチビノーズがどこかに引っ掛かるなどして戻ってこなくなり、ピンチに陥ることもある。ひげのように見えるものは、実際は鼻の強力な磁力に引き寄せられた砂鉄である。
ノズパスがシンオウ地方のテンガン山やイッシュ地方の電気石の洞穴内部、カロス地方の13番道路、ホウエン地方のニューキンセツ、アローラ地方のポニの大峡谷やホテリ山といった特殊な磁場を受けてレベルアップすると、ダイノーズに進化する。『オメガルビー・アルファサファイア』ではホウエン図鑑に加えられている。『LEGENDS アルセウス』では新たに「かみなりのいし」を使う事でも進化できるようになった。なお、カントー地方やジョウト地方にはこの特殊な磁場がある場所が存在せず、『ハートゴールド・ソウルシルバー』では進化させることができない。
トレーナーでは『ブラック2・ホワイト2』ではPWTでツツジが、『X・Y』では四天王のガンピが、「サン・ムーン」ではしまクイーン兼四天王のライチがそれぞれ使用する。『スカーレット・バイオレット』の有料追加コンテンツ「ゼロの秘宝 前編・碧の仮面」ではブルーベリー学園の生徒でありゼイユの弟でもあるスグリが5戦目で使用。
TVアニメ版では『ダイヤモンド&パール』第58話に登場。アツオのノズパスがサトシのナエトルとのバトル中にテンガンざんの特殊な磁場を受けて進化した。第112話にも登場し、イースター島のモアイのように並んでいた。

## ヨノワール
| 分類: てづかみポケモン | タイプ: ゴースト       | 高さ: 2.2m         | 重さ: 106.6kg |
| 特性: プレッシャー     | かくれ特性: おみとおし | 進化前: サマヨール | 進化後: なし  |

サマヨールの進化形。死神のような姿をしたポケモン。サマヨールは頭部と胴体が一体化した体型をしていたが、こちらは頭部と胴体が区別できる。全身は暗褐色をしており、黄色いラインが走っている。胴体部分には恐ろしげな顔のような模様があり、この口は実際に開くこともある。サマヨールにあった足はなくなり、ヨマワルのように宙に浮いているが、特性はふゆうではない。現世と霊界を行き来でき、頭部のアンテナで霊界からの指示を電波として受信し、それに従って人を長い腕で掴み霊界へと連れ去っていくとされる。一方で間違えて余命がある人間も連れて去ってしまう場合もあるとされる。
サマヨールに「れいかいのぬの」を持たせて通信交換することで進化する。
トレーナーでは『プラチナ』におけるジムリーダー・メリッサと、『ハートゴールド・ソウルシルバー』のジムリーダー・マツバがそれぞれ再戦時に使用してきて、それらの作品におけるバトルフロンティアのバトルルーレットのフロンティアブレーンであるダリアも1回目の戦いで使用してくる。『オメガルビー・アルファサファイア』ではホウエン図鑑に加えられ、四天王のフヨウが使用する。『シールド』ではジムリーダーのオニオンが使用する。『スカーレット・バイオレット』では主人公がクワッスを選択した場合にチャンピオンのネモが使用する。
『ポケモン不思議のダンジョン 時の探検隊・闇の探検隊』では、豊富な知識を持つ凄腕の探検家として登場する。未来からやって来たポケモンで、同じく未来から来たジュプトルを捕らえるべく主人公たちに協力を求めてくるが、その正体は闇に染まった未来のディアルガの手先で、歴史を変えようとするジュプトルを消そうと暗躍する。
TVアニメ版では『ダイヤモンド&パール』第90話で霊界への穴の番人として初登場。シンオウリーグではコウヘイのポケモンとして登場。鈍い動きを利用した「トリックルーム」による戦法でヨルノズクとドンファンを倒すも、フカマルには「シャドーパンチ」ごと「りゅうせいぐん」を食らい敗北する。
テレビアニメ第8シリーズ（『リコとロイの旅シリーズ』）ではエクスプローラーズのメンバーであるハンベル（声 - 近藤浩徳）のパートナーとして第24話から登場。ボールに入っておらず、影の中に潜り込んでいる。かなりの実力の持ち主で、アメジオのソウブレイズですら圧倒するパワーを持っている。ゴーストテラスタルにテラスタイプが可能。声優は光部樹（第83話のエンディングクレジットで判明）。その他には第9話にてリコの父であるアレックスが描いた絵本の表紙で登場。
『不思議のダンジョン 時・闇の探検隊』のアニメ版2作目『ポケモン不思議のダンジョン 空の探検隊 時と闇をめぐる最後の冒険』では原作ゲーム通り敵役として登場し、ヤミラミを引き連れてポッチャマとヒコザル、ジュプトルに立ち塞がる。声優は三宅健太。

## ユキメノコ
| 分類: ゆきぐにポケモン | タイプ: こおり/ ゴースト   | 高さ: 1.3m         | 重さ: 26.6kg |
| 特性: ゆきがくれ       | かくれ特性: のろわれボディ | 進化前: ユキワラシ | 進化後: なし |

♀のユキワラシの進化形で振袖を纏った雪女のような姿をしたポケモン。ユキワラシのもう一つの分岐進化系のオニゴーリとは印象が大きく異なる。振袖の袖に当たる部分は頭部から直接垂れ下がっており、胴体に見える部分は空洞になっている。雪の多い土地では、恨みを抱え雪山で遭難した女性の生まれ変わりという伝承が残っている。マイナス50℃の冷気を吹きかけて相手を凍らせる能力を持ち、氷漬けにした獲物は秘密の場所に飾られると言われている。人間の場合、好んで美男子のみを狙う。猛吹雪の夜、人里に降り民家の玄関をノックすることがあるため、雪国などでは「夜はノックされても玄関を開けてはいけない」という言い伝えがある。また、悪い行いをした男を呪い殺すという伝承も伝わっている。
ユキワラシの♀に「めざめいし」を使用することで進化する。『プラチナ』では、シンオウ図鑑に加えられており、キッサキシティのジムリーダー・スズナが切り札として使用している。『ハートゴールド・ソウルシルバー』では、チョウジタウンのジムリーダー・ヤナギが「かくとうどうじょう」での再戦で使用する。『ブラック・ホワイト』、『ブラック2・ホワイト2』では、一定の条件を満たすと四天王のシキミが使用してくる。『オメガルビー・アルファサファイア』ではホウエン図鑑に加えられ、四天王のプリムが『ルビー・サファイア』の2体のトドグラーに代わって使用する。「サン・ムーン」ではキャプテン兼四天王のアセロラが使用。『スカーレット・バイオレット』ではアカデミー教師のサワロが使用する。
TVアニメ版では『ダイヤモンド&パール』第116話に初登場。声優は西村ちなみ。このほか、シンジが手持ちポケモンの一匹としている。こちらの声優は雪野五月。

## ロトム
| 分類: プラズマポケモン | タイプ: でんき/ 本文参照 | 高さ: 0.3m   | 重さ: 0.3kg  |
| 特性: ふゆう           | かくれ特性: なし         | 進化前: なし | 進化後: なし |

電化製品に潜り込み取り付いた機械を自由に操り悪さをするという、妖精「グレムリン」のような性質を持つ。その能力から特殊なモーターを動かす動力源として長い間研究されており、それを活かした後述のフォルムチェンジのほか、『サン・ムーン』以降の作品ではロトムを動力源および生きたインターフェイスとした電子機器（スマートフォン、パソコン、ドローンなど）が実用化されている。電球のような形のオレンジ色の小さな身体の周囲に青白いプラズマを纏っており、頭部にはアンテナのような突起が存在する。手足は持たないが、本体周囲のプラズマの一部が手のように伸びている。
『ダイヤモンド・パール』では全国図鑑入手後、夜の時間帯に「もりのようかん」内のテレビを調べることで出現する。捕獲しない限りは逃げたり倒したりしても毎晩出現する。『プラチナ』では殿堂入り前にも出現するようになり、新たに5種のフォルムが登場した。『プラチナ』以降の作品では、5つの電化製品（あるいはそれが入ったダンボール箱）が置かれている場所にロトムを連れていくことで、『ソード・シールド』ではアイテム「ロトムのカタログ」を使うことでフォルムチェンジ（形態変化）ができる。この時、図鑑のロトムの画像もそれぞれのフォルムのものが記録される。また、『サン・ムーン』では専用に開発された「ロトム図鑑」に入り込み、冒険をサポートする。
特殊フォルムは以下の形態が確認されており、それぞれでんきタイプと複合するタイプが異なる（通常時はゴースト）。ロトム図鑑など一部を除き体色は変化しないが、纏っているプラズマの色が変化する。いずれも特性は「ふゆう」のまま。タイプは『ブラック・ホワイト』以降のもので、それ以前は変化しなかった。なお、ゲーム本編では大きさはチェンジ前と変わらないが、アニメ版やスマホ版『Pokémon HOME』の高さ比較ではそれぞれチェンジした電化製品と同じ大きさをしている。
ヒートロトム (Heat Rotom)
赤い電流をまとった電子レンジのような形状で、でんき・ほのおタイプである。フォルムチェンジ時に「オーバーヒート」を覚える。家電「でんしレンジ」に入ると姿が変わる。炎を操って服を黒焦げにするイタズラが大好き。電子レンジ自体が不調になると、電子レンジ内のロトムも元気が無くなる。
ウォッシュロトム (Wash Rotom)
青い電流をまとった洗濯機のような形状で、でんき・みずタイプである。フォルムチェンジ時に「ハイドロポンプ」を覚える。家電「せんたくき」に入ると姿が変わる。手に持ったホースから放水をまき散らして部屋中を水浸しにする。ロトムが入る洗濯機は既に生産中止となっているため、高値で取引される。
フロストロトム (Frost Rotom)
紫色の電流をまとった冷蔵庫のような形状で、でんき・こおりタイプである。フォルムチェンジ時に「ふぶき」を覚える。家電「れいぞうこ」に入ると姿が変わる。冷気を操り、風呂を凍らせる悪さを得意とする。
スピンロトム (Fan Rotom)
黄色い電流をまとった扇風機のような形状で、でんき・ひこうタイプである。フォルムチェンジ時に「エアスラッシュ」を覚える。家電「せんぷうき」に入ると姿が変わる。突風を巻き起こして相手や書類などを吹き飛ばすイタズラを好む。ロトムが入る電化製品の中で一番最初に開発されたものは扇風機とされている。
カットロトム (Mow Rotom)
緑色の電流をまとった芝刈り機のような形状で、でんき・くさタイプである。フォルムチェンジ時に「リーフストーム」を覚える。家電「しばかりき」に入ると姿が変わる。刈り取った草をまき散らし、せっかく育てた花まで刈り取るイタズラをする。ロトム図鑑が誕生するきっかけとなったフォルムとされる。
ロトム図鑑 (Rotom Pokédex)
『サン・ムーン』『ウルトラサン・ウルトラムーン』に登場する形態。正式名称は「ロトム・ポケデックスフォルム」。ポケモン図鑑に入り込んだ姿。他のフォルムとは違って電流をまとわず、体色も変化している。人間の言葉も話せ、冒険のサポートを行う協力者ポジションで、戦闘は行わない。
スマホロトム
『ソード・シールド』および『スカーレット・バイオレット』に登場する形態。スマートフォンに入り込んだ姿。主人公たちの電子デバイスとして機能し、ロトム図鑑と同じく会話も可能。アプリケーションとしてポケモン図鑑機能も持つ。
ロトミ
『ソード・シールド』におけるポケモンセンター内のパソコンに入り込んだ姿。パソコンのインターフェイスとして機能し、ロトム図鑑やスマホロトムなどと同じく会話も可能。
ドローンロトム
『ソード・シールド』のみに登場する形態。ライブカメラを内蔵したドローンに入り込んだ姿。ジム戦やリーグ戦など戦闘中、周囲を飛び回りながら試合の様子を撮影しライブ中継する。
ロトムじてんしゃ
『ソード・シールド』のみ登場する形態。自転車のアシストモーターにロトムを入り込ませる事で、走行中にBボタンを押すと一時的に加速する。しばらくすると通常の速度に戻り、そのまま走り続けると充電され、再び加速できるようになる。後に水陸両用に性能が拡張される。ヨロイ島ではカスタマイズにより「ぴかぴかホワイト」や「ギラギラブラック」へのカラーチェンジも可能。走行時のエフェクトも異なるが走行性能は変わらず、元の色に戻すこともできる。
TVアニメ版では『ダイヤモンド&パール』第105話に登場。アニメではミオシティに森の洋館がホテルとして存在し、ロトムが住み着いていた。声優は阪口大助。『ベストウイッシュ シーズン2』ではムトロ島に大量に生息しており、オーキド博士に捕獲された。声優は古島清孝。『XY』ではヨルトンのポケモンとして登場。サトシたちをヨルトンがホテルをマントルたち無法者に占拠される前の過去に導き、フォルムチェンジを駆使してマントルのワルビアルに勝利し、ヨルトンはホテルを守り抜いた（マントルたちは従業員として雇われ更生した）。『2019年版』第18話からはポケモンワールドチャンピオンシップスの試合の審査役としてドローンロトムも登場し、声はマックスウェル・パワーズが担当。第77話ではスピンロトムがデンジのポケモンとして登場。「たたりめ」でサトシのゲンガーを負かしたが、ルカリオの「きしかいせい」で敗れた。第8シリーズ（『リコとロイの旅シリーズ』）では第1にてでポケモン図鑑をダウンロードする際に通常のロトムの姿が映っていた他、第8話にて町にいたポケモンとして登場。ゲーム『ソード・シールド』のストーリーを基にしたWEBアニメ『薄明の翼』ではキバナがスマホロトムとして連れ歩いている個体が登場する他、第5話にて野生の個体が登場し、マクロコスモス本社のコンピュータを乗っ取りトラブルを発生させるも、駆け付けたオリーヴの手によって排除された。
『サン&ムーン』のロトム図鑑の声は浪川大輔、『2019年版』のサトシのスマホロトムは堀内賢雄、ゴウのスマホロトムはマリナ・アイコルツ、コハルのスマホロトムを浪川大輔、ロケット団のスマホロトムを大谷育江がそれぞれ担当している。第8シリーズ（『リコとロイの旅シリーズ』）のスマホロトムは山下大輝が担当。
「ロトム」の由来はモーターの英語表記「Motor」の逆さ読み (Rotom) である。

## ユクシー
| 分類: ちしきポケモン | タイプ: エスパー | 高さ: 0.3m   | 重さ: 0.3kg  |
| 特性: ふゆう         | かくれ特性: なし | 進化前: なし | 進化後: なし |

知識の神と呼ばれるポケモン。遥か昔アルセウスが生み出した1つのタマゴから、エムリット、アグノムとともに誕生したと伝えられる。ユクシーが誕生し飛び回ったことで、人々に様々な問題を解決するための「知恵」が生まれたといわれる。小人や妖精のような姿をしており、2本の尻尾を持ち、頭はメロンパンのような形状をしている。瞼を開き目を合わせた者や悪しき者の記憶を一瞬で消してしまう能力を持つと言われている。
シンオウ地方にある3つの湖のうち、エイチ湖に生息している伝説のポケモン。『プラチナ』では、シロナと主人公がギラティナの存在する「やぶれたせかい」に行く際に、足場を出現させる時のヒントとなる3つの石を落とす正しい場所を示すポケモンとして重要な役割を果たす。『ブラック2・ホワイト2』にも登場し、殿堂入り後に心の空洞に行くとエムリットとアグノムと出現し、その後シッポウ博物館の前に出現。『オメガルビー・アルファサファイア』にも登場し、みちのどうくつにて20時～20時59分に出現。『ウルトラサン・ウルトラムーン』では「にちりんのさいだん」（「がちりんのさいだん」）からウルトラワープライドで行ける「ウルトラスペースゼロ 水の世界」に出現。『ソード・シールド』では有料追加コンテンツ(エキスパンション・パス)「冠の雪原」のマックスダイ巣穴を調査する『ダイマックスアドベンチャー』に出現。

TVアニメ版では『ダイヤモンド&パール』第133話にてエイチ湖に来たタケシが魂の状態のユクシーと遭遇した。第151・152話で、ギンガ団との決戦で実質的に姿を現す。このときタケシとシンクロした。声優は雪野五月。
開発者の増田順一はユクシー、エムリット、アグノムを「UMAコンビ（UMA：未確認動物）」と呼んでおり、3匹それぞれのアルファベット表記の頭文字がUMAに対応している（ユクシー：Uxie、エムリット：Mesprit、アグノム：Agnome）。

## エムリット
| 分類: かんじょうポケモン | タイプ: エスパー | 高さ: 0.3m   | 重さ: 0.3kg  |
| 特性: ふゆう             | かくれ特性: なし | 進化前: なし | 進化後: なし |

感情の神と呼ばれるポケモン。遥か昔アルセウスが生み出した1つのタマゴから、ユクシー、アグノムとともに誕生したと伝えられる。エムリットが誕生し飛び回ったことで、生きる時の悲しみの苦しさ、そして喜びの尊さが、人々にもたらされたといわれている。他の2匹とともに、エムリットたちより先にアルセウスが生み出したドラゴンポケモン（ディアルガ、パルキア、ギラティナ）をつなぐ存在と言われている。シンオウ地方のミオシティの図書館にある「おそろしい神話」に書かれた伝承によれば、もし、エムリットに触れてしまった場合、3日後にして感情がなくなるという。また、不敬な者の感情を狂わすとの伝承が残されている。
普段は湖の底で眠りについているのだが、時折魂だけが肉体を抜け出し飛び回るという。外見はユクシー、アグノムとほぼ同様で妖精のような姿だが、頭部の形状が異なり、頭は桃色で四つの突起のようなものがあり、額に赤い結晶がついている。
シンオウ地方にある三つの湖のうち、シンジ湖に生息している伝説のポケモン。ユクシー、アグノムとは異なり、イベント後はシンオウ地方の道路や水道を飛び回る。『ブラック2・ホワイト2』にも登場し、殿堂入り後に心の空洞に行くとユクシーとアグノムと出現し、その後タワーオブヘブンの屋上に出現。『オメガルビー・アルファサファイア』にも登場し、みちのどうくつに昼に出現。『ウルトラサン・ウルトラムーン』では「にちりんのさいだん」（「がちりんのさいだん」）からウルトラワープライドで行ける「ウルトラスペースゼロ 水の世界」に出現。『ソード・シールド』では有料追加コンテンツ(エキスパンション・パス)「冠の雪原」のマックスダイ巣穴を調査する『ダイマックスアドベンチャー』に出現。

TVアニメ版ではヒカリがシンジ湖に着いた時、姿が透明でシルエットだけのエムリットと遭遇。第151・152話で、ギンガ団との決戦で実質的に姿を現わす。このときヒカリとシンクロした。
開発者の増田順一はユクシー、エムリット、アグノムを「UMAコンビ（UMA：未確認動物）」と呼んでおり、3匹それぞれのアルファベット表記の頭文字がUMAに対応している（ユクシー：Uxie、エムリット：Mesprit、アグノム：Agnome）。

## アグノム
| 分類: いしポケモン | タイプ: エスパー | 高さ: 0.3m   | 重さ: 0.3kg  |
| 特性: ふゆう       | かくれ特性: なし | 進化前: なし | 進化後: なし |

意志の神と呼ばれるポケモン。遥か昔アルセウスが生み出した1つのタマゴから、ユクシー、エムリットとともに誕生したと伝えられる。アグノムが世界を飛び回ったことで、人々に困難に立ち向かい何かをするための「決意」がもたらされたと言い伝えられている。妖精のような姿で、胴は他の二匹とほぼ同じ形状だが、頭は三角形をしており青色である。額には他の二匹と同じように赤い結晶が付いている。普段は湖の底で眠りについており、そこで世界のバランスを保っていると言われている。アグノムを傷付けた者は7日後にして、たちまち何も出来なくなるという伝説がミオシティの図書館、「おそろしい神話」に残されている。また、敵対する者の意思を操り傀儡に変えるとの伝説が残されている。
シンオウ地方にある三つの湖のうち、リッシ湖に生息している伝説のポケモン。『ブラック2・ホワイト2』にも登場し、殿堂入り後に心の空洞に行くとユクシーとエムリットと出現し、その後23番道路に出現。『オメガルビー・アルファサファイア』にも登場し、みちのどうくつに夜に出現。『ウルトラサン・ウルトラムーン』では「にちりんのさいだん」（「がちりんのさいだん」）からウルトラワープライドで行ける「ウルトラスペースゼロ 水の世界」に出現。『ソード・シールド』では有料追加コンテンツ(エキスパンション・パス)「冠の雪原」のマックスダイ巣穴を調査する『ダイマックスアドベンチャー』に出現。
TVアニメ版では『ダイヤモンド&パール』第78話でサトシとピカチュウが、リッシ湖で姿が透明のアグノムと遭遇した。第151・152話で、ギンガ団との決戦で実質的に姿を現す。このときサトシとシンクロした。声優は真堂圭。
開発者の増田順一はユクシー、エムリット、アグノムを「UMAコンビ（UMA：未確認動物）」と呼んでおり、3匹それぞれのアルファベット表記の頭文字がUMAに対応している（ユクシー：Uxie、エムリット：Mesprit、アグノム：Agnome）。

## ディアルガ
| 分類: じかんポケモン | タイプ: はがね/ ドラゴン | 高さ: 5.4m   | 重さ: 683.0kg |
| 特性: プレッシャー   | かくれ特性: テレパシー   | 進化前: なし | 進化後: なし  |

時を司る神と呼ばれるポケモン。シンオウ神話において、パルキア、ギラティナとともにアルセウスの3体の分身の1体として生まれたとされている。時間の流れを自在に操る能力を持ち、ディアルガの心臓が動くごとに時間が流れると言われている。その能力によって、セレビィと同じように過去や未来へ移動することが可能。神話では時の流れを生み出し、シンオウ地方を創造したと語られている。胸部の中心に輝くダイヤモンドのような結晶が特徴。深い藍色の全身に青白く輝くラインが走っているほか、頬や胸部、背中には銀色の装甲を持つ。背中の装甲は「ときのほうこう」を放つ際に一時的に肥大化する。後頭部は結晶のように大きく突き出した形状をしている。
パルキアとは『ダイヤモンド・パール』をはじめとした様々なメディアで対をなす存在として扱われることが多い。『ダイヤモンド』ではジャケットを飾っており、劇中ではその時間を操る力をギンガ団のボス、アカギに狙われる。『パール』では出現せず、古い書物でその姿が確認できるのみである。『プラチナ』では、殿堂入り後にカンナギタウンの長老の話を聞いて「こんごうだま」を手に入れることで、「テンガンざん」の「やりのはしら」に出現する。『アルファサファイア』ではユクシー、エムリット、アグノムの3匹を手持ちに入れて「おおぞらをとぶ」を使うと出現し捕まえられるようになる。『ウルトラサン』では「にちりんのさいだん」からウルトラワープライドで行ける「ウルトラスペースゼロ 平地の世界」に出現。『ソード』では有料追加コンテンツ(エキスパンション・パス)「冠の雪原」のマックスダイ巣穴を調査する『ダイマックスアドベンチャー』に出現。
『ハートゴールド・ソウルシルバー』では、2009年公開の映画『アルセウス 超克の時空へ』の上映劇場で配布されたアルセウスを手持ちに入れることで行けるようになる「シントいせき」で、ディアルガ、パルキア、ギラティナのうち1匹を入手することができる。
専用技は「ときのほうこう」。時間が歪むほどの凄まじい力を放つ攻撃技だが、反動により次のターンは行動できなくなる。
『ポケモン不思議のダンジョン 時の探検隊・闇の探検隊』ではラストボスとして闇のディアルガが登場する。未来の世界で時が壊れた影響から闇に染まり、理性を失って暴走してしまう。闇のディアルガは通常のディアルガとは異なり、全身のラインがオレンジ色へ、胸の結晶が赤色へと禍々しい姿に変化している。
TVアニメ版では『ダイヤモンド&パール』第152話に登場。赤い鎖でパルキアと共にアカギに操られ、異空間を生み出しかけるが、サトシ達とシンクロしたユクシー、エムリット、アグノムによって鎮められ、本来の世界に戻る。
劇場版では『神々の戦い』三部作全てに登場。
初登場である第1章『ディアルガVSパルキアVSダークライ』（2007年）では、アラモスタウンへ逃げ込んだパルキアを追って街に現れ、パルキアとの戦いの影響で街は消滅の危機に晒されることになる。
第2章『ギラティナと氷空の花束 シェイミ』（2008年）では、前作のパルキアとの戦いの影響で、反転世界に黒い瘴気と呼ばれる雲を発生させたことから、その世界の主であるギラティナの襲撃により反転世界へ引きずり込まれるが、あまり戦おうとせず、一撃をギラティナに当てて脱出し、ギラティナを反転世界から出られないように仕掛けた。
最終章『アルセウス 超克の時空へ』（2009年）でも冒頭で再びギラティナに攻撃されるが、サトシとピカチュウがギラティナを説得したことで確執はようやく解消された。ミチーナの湖で発生した竜巻にピカチュウとポッチャマが巻き込まれそうになった時には彼らを助けている。その後、人間への復讐のために現れたアルセウスに勝ち目がないと踏み、サトシ達を過去に転送し事態の解決を願う。自身は、パルキア、ギラティナと共にアルセウスに戦いを挑んでいった。
2015年公開『光輪の超魔神 フーパ』にも登場し、当時の前売り券の特典の引換券でも入手できた。
『大乱闘スマッシュブラザーズX』ではステージ「テンガンざん やりのはしら」に登場。時間を操り、動作をスローモーションにさせて各ファイターを困惑させる。
オリジンフォルム
『LEGENDS アルセウス』より登場。ディアルガにだいこんごうだまを使うことでフォルムチェンジする。側頭部の甲殻は自身の口元を覆う顎当てに変化し、胸部の甲殻は首の中ほどに移動したと共に、宝珠をレンズにしたビーム砲のような形に変化。カギ爪を生やした前足と奇妙な後ろ足、アルセウスに似ているが時計の針のようなリングを持った、麒麟やエイリアンじみた外見をしている。ディアルガの本来の姿。時間を歪め、破壊・再生する能力を持ち、オリジンフォルムのディアルガが存在する世界では、時の流れの方向が絶えず、その速度も一定ではないという。

## パルキア
| 分類: くうかんポケモン | タイプ: みず/ ドラゴン | 高さ: 4.2m   | 重さ: 336.0kg |
| 特性: プレッシャー     | かくれ特性: テレパシー | 進化前: なし | 進化後: なし  |

空間を司る神と呼ばれるポケモン。シンオウ神話において、ディアルガ、ギラティナとともにアルセウスの3体の分身の1体として生まれたとされている。空間のつながりを自在に操る能力を持ち、パルキアが呼吸をするたびに空間は安定するといわれている。普段は並行して並ぶ空間の狭間に住んでおり、空間を歪める事で、遠く離れた場所や異空間へと移動することができる。神話では空間を拡げ、シンオウ地方を創造したと語られる。両肩の真珠を思わせる球体が特徴である。紫がかった白色の体には紫色のラインが走っている。背中には翼のような2対の鰭を持ち、この鰭は「あくうせつだん」を放つ際に一時的に肥大化する。
専用技は「あくうせつだん」。相手を周囲の空間ごと切り裂く攻撃技で、急所率が高い。
ディアルガとは『ダイヤモンド・パール』をはじめとした様々なメディアで対をなす存在として扱われることが多い。『パール』ではジャケットを飾っており、劇中ではその空間を操る力をギンガ団のボス、アカギに狙われる。『ダイヤモンド』では出現せず、古い書物でその姿が確認できるのみである。『プラチナ』では、殿堂入り後にカンナギタウンの長老の話を聞いて「しらたま」を手に入れることで、「テンガンざん」の「やりのはしら」に出現する。『オメガルビー』ではユクシー、エムリット、アグノムの3匹を手持ちに入れて「おおぞらをとぶ」を使うと出現し捕まえられるようになる。『ウルトラムーン』では「がちりんのさいだん」からウルトラワープライドで行ける「ウルトラスペースゼロ 洞窟の世界」に出現。『シールド』では有料追加コンテンツ(エキスパンション・パス)「冠の雪原」のマックスダイ巣穴を調査する『ダイマックスアドベンチャー』に出現。
『ハートゴールド・ソウルシルバー』では、2009年公開の映画『アルセウス 超克の時空へ』の上映劇場で配布されたアルセウスを手持ちに入れることで行けるようになる「シントいせき」で、パルキア、ディアルガ、ギラティナのうち1匹を入手することができる。
TVアニメ版では『ダイヤモンド&パール』第152話に登場。赤い鎖でディアルガと共にアカギに操られ、異空間を生み出しかけるが、ユクシー、エムリット、アグノムによって鎮められた後は本来の世界に戻る。
劇場版では『神々の戦い』三部作において重要な役割を担うポケモンの一匹。
初登場である第1章『ディアルガVSパルキアVSダークライ』（2007年）では、時空の狭間で出会ったディアルガとの戦いで傷つき、アラモスタウンへ逃げ込む。街を異空間へ引き込み、追ってきたディアルガと再び戦いを始める。オラシオンにより怒りが静まった後、街を元に戻した。
第2章『ギラティナと氷空の花束 シェイミ』（2008年）では、回想シーンのみの登場となっている。
最終章『アルセウス 超克の時空へ』（2009年）では、ディアルガが竜巻に巻き込まれ、サトシ達も危ない時にサトシ達の目の前に現れ、「しんぴのまもり」でサトシ達を守り、「あくうせつだん」で竜巻を消滅させ、空間を操る力でディアルガを助けた。その後、ディアルガ、ギラティナと共にアルセウスに立ち向かっていった。
2015年公開『光輪の超魔神 フーパ』にも登場し、当時の前売り券の特典の引換券でも入手できた。
『大乱闘スマッシュブラザーズX』ではステージ「テンガンざん やりのはしら」に登場。空間を狂わせ、画面を天地逆転・左右反転させて各ファイターを困惑させる。
『大乱闘スマッシュブラザーズ for Nintendo 3DS / Wii U』ではアイテム「モンスターボール」から出現するポケモンの一体として登場。「あくうせつだん」を使用し、画面の上下を反転させる。
オリジンフォルム
『LEGENDS アルセウス』より登場。パルキアにだいしらたまを使うことでフォルムチェンジする。腕が前足に変化し、尻尾も毛羽立ったものに変化したことでペガサスやケンタウロスのような風貌へと変化した。パルキアの本来の姿。空間を歪め、破壊・再生する能力を持つ。オリジンフォルムのパルキアが存在する世界では、空間がズタズタに引き裂かれてしまうという。

## ヒードラン
| 分類: かこうポケモン | タイプ: ほのお/ はがね     | 高さ: 1.7m   | 重さ: 430.0kg |
| 特性: もらいび       | かくれ特性: ほのおのからだ | 進化前: なし | 進化後: なし  |

シンオウ地方ができた際にこぼれおちた火の球から、ハードマウンテンとともに生まれたとされる伝説のポケモン。ハードマウンテンをむやみに噴火させないために、「かざんのおきいし」で封印されたと言われている。胴の短いトカゲやサンショウウオのような姿をしている。溶岩のような体色を持ち、頭部や足首は金属的な装甲に覆われている。火山のほら穴に生息するといわれている。マグマのように燃えたぎる高熱の血液が全身を循環しており、それゆえ身体からは高熱が発生、身体を覆う装甲もそれによりところどころ溶けてしまっている。四肢には十字型の爪を備え、これを食い込ませることで壁や天井を這い回ることができる。目はあるが瞼を閉じることができないため、寝る時でも目は開けたまま。
『ダイヤモンド・パール・プラチナ』ではハードマウンテンに出現し、『プラチナ』ではギンガ団の幹部、プルートが悪用しようとするがハンサムに阻止され未遂に終わる。『ブラック2・ホワイト2』では殿堂入り後に「かざんのおきいし」を入手してリバースマウンテン最深部に行くと出現する。トレーナーでは『ダイヤモンド・パール』および『プラチナ』『ハートゴールド・ソウルシルバー』のバトルタワーに登場するタワータイクーン・クロツグが使用する。『オメガルビー・アルファサファイア』ではひでりのいわとに出現する。『ウルトラサン』では「にちりんのさいだん」からウルトラワープライドで行ける「ウルトラスペースゼロ 洞窟の世界」に出現。『ソード・シールド』では有料追加コンテンツ(エキスパンション・パス)「冠の雪原」のマックスダイ巣穴を調査する『ダイマックスアドベンチャー』に出現。
専用技は「マグマストーム」。ほのおのうずと同じく、2~5ターン連続でダメージを与え、さらにその間は逃げられなくする。何回攻撃されるかはランダム。
TVアニメ版・劇場版では伝説のポケモンとして扱われておらず、強大な力を持つポケモンの一種と目されている。TVアニメ版では『ダイヤモンド&パール』第169話に登場し、ポケモンレンジャーのナツヤが自然公園へ保護するためにロケット団からヒードランを守り、キャプチャに成功した。劇場版では2009年公開の映画『アルセウス 超克の時空へ』に登場。過去のミチーナにおいて、ミチーナの重役ギシン配下の魔獣（大昔にポケモンはこう呼ばれており、ポケモントレーナーは“魔獣使い”と呼ばれていた）となっていた。ドータクンとともに魔獣装具を着けられて操られている。当初はギシンの指示に動いていたがやがて本性を知ったことで彼の命令を無視し、最終的には装具を破壊されたことで解放されサトシたちの味方として寝返った。声優は三宅健太。

## レジギガス
| 分類: きょだいポケモン | タイプ: ノーマル | 高さ: 3.7m   | 重さ: 420.0kg |
| 特性: スロースタート   | かくれ特性: なし | 進化前: なし | 進化後: なし  |

巨人のような姿をした伝説のポケモン。白と黄色の体色を持ち、体中の随所に黒いボディラインが走り、両肩と両脚には植物のような緑色の物体が付着している。また、胸部から腹部にかけて3色の模様が存在する。粘土からレジロックを、氷からレジアイスを、マグマからレジスチルを、ドラゴンエネルギーの結晶からレジドラゴを作ったという伝説がある。レジエレキを含めた5匹の親玉とも言われる。5体同様に顔にあたる部分に点字を模したと思われる7つの目がある。凄まじい怪力を持ち、縄で縛った大陸を引っ張って動かし、ヒスイ地方を造ったという伝説が残っている。
『ダイヤモンド・パール・プラチナ』では、キッサキ神殿の最深部に1匹だけ存在する。捕まえるには、レジロック・レジアイス・レジスチルの3匹が全て手持ちにいなければならない。3匹が手持ちにいないとただの巨像であるが、いると動き出して戦闘になる。『ダイヤモンド・パール・プラチナ』と『ハートゴールド・ソウルシルバー』のバトルタワーでは、タワータイクーンのクロツグが使用する。『ブラック2・ホワイト2』ではネジ山の地下深くに封印されており、レジロック・レジアイス・レジスチルが手持ちにいると動き出して戦闘となる。『オメガルビー・アルファサファイア』ではレジロック・レジアイス・レジスチル捕獲後に条件を満たすと「こじまのよこあな」に出現する。『ウルトラムーン』では「がちりんのさいだん」からウルトラワープライドで行ける「ウルトラスペースゼロ 洞窟の世界」に出現。こちらは手持ちにレジロック・レジアイス・レジスチルを入れているという条件は不要。『ソード・シールド』では有料追加コンテンツ(エキスパンション・パス)「冠の雪原」において、巨人の寝床の光らない巣穴を調べることで戦闘、捕獲が可能（こちらはレジロック・レジアイス・レジスチルの他にレジエレキ・レジドラゴの合計5匹が全て手持ちに入れているという条件が必要）。
2008年の映画『ギラティナと氷空の花束 シェイミ』では、前売券の特典として、レベル100のレジギガスが配布された。親は「テンイむら」。また、このレジギガスを『プラチナ』に連れて行くとイベントが起こり、レジロック・レジアイス・レジスチルを捕獲することができる。通常プレイで入手した（キッサキ神殿で捕まえた）レジギガスではこのイベントは起こらない。
専用技は相手の体力が多いほど威力が上がる「にぎりつぶす」。「しぼりとる」の物理版である。しかし専用特性「スロースタート」により最初5ターンの間、こうげきとすばやさが半減されるため、本領を発揮させるまでに長期戦を強いられる（相手や味方に特性を変化・無効化してもらう事は可能）。
TVアニメ版では『ダイヤモンド&パール』第129話に登場。普段はキッサキ神殿の奥で青い光の玉となって眠りについているが、ポケモンハンターJのボーマンダの攻撃で無理矢理目覚めさせられ、怒り狂って「はかいこうせん」を撃ちまくる。
劇場版では2008年公開の『ギラティナと氷空の花束 シェイミ』で初登場。テンイ村近くにある氷河の奥の祠で眠りについていた。反転世界が傷ついたことによって氷河が動きだし、村や花畑が危機に陥った時に登場。数十匹のマンムーとともに氷河を食い止めるべく奮闘する。声優は相馬幸人。2015年公開『光輪の超魔神 フーパ』にも登場した。

## ギラティナ
| 分類: はんこつポケモン | タイプ: ゴースト/ ドラゴン | 高さ: 4.5m   | 重さ: 750.0kg |
| 特性: 本文参照         | かくれ特性: テレパシー     | 進化前: なし | 進化後: なし  |

この世の裏側に存在する、重力が不安定で時空のねじれたもう1つの世界（破れた世界・反転世界）に棲むとされる伝説のポケモン。古代の墓場に姿を現すことがあるという。元々はディアルガ、パルキアとともにアルセウスの3体の分身の1体として生まれたとされている。暴れ者だったためにこの世から追放され、歴史からもその存在を消されたため、シンオウ地方に伝わる神話でもほとんど語られることがなかった。
『ダイヤモンド・パール』ではもどりのどうくつの最深部に出現する。『プラチナ』においては「影のギラティナ」という呼称が使われている。また『ハートゴールド・ソウルシルバー』では、「破れた世界の王」という呼称が加わっている。『プラチナ』ではオリジンフォルムの姿でジャケットを飾っており、シナリオ中でも重要な役割を担う。
「アナザーフォルム」「オリジンフォルム」と呼ばれる2つの姿を持つ。
アナザーフォルム
現実世界においてギラティナがとる姿がこのフォルムである。とくせいは「プレッシャー」。6本の足を持ったドラゴンの骨格のような姿をしており、各3本の赤いトゲのようなものが突出した黒い1対の翼を持つ。体色は銀色で、頭部や脚の爪、首や脚部には金色のリング状の装飾のような部分がみられる。翼は首に3つある装飾の、中央の装飾が背中で少し伸びており、そこから生えている。オリジンフォルムと比較すると、体形の変化により体長が短くなり、赤と黒の縞模様は首前面のみになり、尾の円錐状の突起も無くなっている。なお、翼の形状やトゲの位置は変えることができ、翼を腕のように変化させ、トゲをツメのように扱いそのまま切り裂く攻撃もできる。
当初発表されたのはこのフォルムだけだったが、本来の姿とされるオリジンフォルムの登場に伴い、「アナザーフォルム」の呼称とともに、この姿は本来とは異なるものという設定が明かされた。変身の理由は、2008年の劇場版や書籍において「重力の変化と関係があるらしい」という説明がされている。
オリジンフォルム
『プラチナ』より登場した、もう一つの世界における、ギラティナ本来の姿。とくせいは「ふゆう」。2008年2月15日にシェイミと同時にその存在が発表された。これに伴い、既出の姿には前述の「アナザーフォルム」の呼称が与えられた。
東洋の龍や大蛇のような長大な胴体に3対、尾に2対の円錐状の突起を持ち、その部分に黒と赤の横縞を持つ。顔の装飾部分は三日月状の鋭い形状となっている。この装飾は口を開く際に中央を境に両サイドにスライドする。翼は首に3つある装飾の各々から独立し、6つの翼が細長く伸びている。このフォルムになると図鑑のギラティナの画像もオリジンフォルムの画像に変わる。重力が不安定な反転世界をこの姿で飛び回る。
『ハートゴールド・ソウルシルバー』では、2009年公開の映画『アルセウス 超克の時空へ』の上映劇場で配布されたアルセウスを手持ちに入れることで行けるようになる「シントいせき」で、ギラティナ、ディアルガ、パルキアのうち1匹を入手することができる。このイベントでギラティナを選んだ場合のみ、同作でも「はっきんだま」を入手してオリジンフォルムにすることが可能。『オメガルビー・アルファサファイア』では同じソフトで捕まえたディアルガとパルキアを手持ちに入れて「おおぞらをとぶ」を使うと出現し捕まえられるようになる。『ウルトラサン・ウルトラムーン』では「にちりんのさいだん」（「がちりんのさいだん」）からウルトラワープライドで行ける「ウルトラスペースゼロ 洞窟の世界」に出現。こちらも手持ちにディアルガとパルキアを入れているという条件が必要。『ソード・シールド』では有料追加コンテンツ(エキスパンション・パス)「冠の雪原」のマックスダイ巣穴を調査する『ダイマックスアドベンチャー』に出現。『ブリリアントダイヤモンド・シャイニングパール』では殿堂入り後に行けるハマナスパークにも出現（やぶれたせきばんが必要、捕獲は不可で倒すとはっきんだまが入手できる）。

『LEGENDS アルセウス』では真の最終ボスとして登場。自身を追放したアルセウスへの復讐を目論んでおり、利害がある程度一致したウォロと手を組んでヒスイ地方に異変を引き起こす。その後やりのはしらにて主人公との決戦となり、アナザー→オリジンと変身して戦うも敗北、人間に敗れたことにショックを受け逃亡した。
専用技は「シャドーダイブ」。ゴーストダイブの強化版であり、1ターン無敵になり、次のターンで攻撃するゴーストタイプの技。
劇場版では『神々の戦い』三部作において重要な役割を担うポケモンの一匹。
第2章『ギラティナと氷空の花束 シェイミ』（2008年）で初登場。第1章『ディアルガVSパルキアVSダークライ』（2007年）におけるディアルガとパルキアの戦いの影響で、現実世界を支えるもう1つの世界「反転世界」に黒い雲が大量に発生し、その原因を作ったディアルガに対して激怒。ディアルガを反転世界へ引きずり込もうとする。
最終章『アルセウス 超克の時空へ』（2009年）では、未だにディアルガのことを許しておらず、冒頭でディアルガが現れたミチーナに現れて攻撃を仕掛けたが、ギラティナはサトシとピカチュウの姿を見て怒りを静め、シーナの力でディアルガを誤解していたと理解する。その後、人間に激怒しているアルセウスに、ディアルガ・パルキアとともに戦いを挑む。
『大乱闘スマッシュブラザーズ for Nintendo 3DS / Wii U』『大乱闘スマッシュブラザーズ SPECIAL』では、「モンスターボール」からアナザーフォルムで登場。その場で「りゅうのいぶき」を使用し、前方のファイターを攻撃する。
2015年公開『光輪の超魔神 フーパ』にも登場し、当時の前売り券の特典の引換券でも入手できた。
ギラティナ、やぶれたせかい、反転世界の設定は反物質をイメージソースとしている。

## クレセリア
| 分類: みかづきポケモン | タイプ: エスパー | 高さ: 1.5m   | 重さ: 85.6kg |
| 特性: ふゆう           | かくれ特性: なし | 進化前: なし | 進化後: なし |

「三日月の化身」と呼ばれるポケモンで、頭部をはじめとして全身に三日月型の意匠が取り入れられた流線型の体を持つ。ベールや羽衣のような薄い紫色の羽を持ち、飛行する時には羽から光の粒子を放つ。宙に浮いているようなデザインがなされており、脚部を持たない。三日月に近い夜ほど尻尾から伸びるオーロラは長く美しくなる。また、クレセリアが落とす「みかづきのはね」を持って寝ると楽しい夢が見られるとされる。
性別（メス）があるためオス相手に「メロメロ」をしかけることも可能。
『ダイヤモンド・パール』では殿堂入り後に行ける「まんげつじま」で出会った後は、シンオウ地方各地を飛び回る。トレーナーではタワータイクーンのクロツグが使用する。『ブラック2・ホワイト2』ではリバースマウンテンのストレンジャーハウスで「みかづきのはね」を入手し、殿堂入り後に行けるようになるワンダーブリッジに行くと出現する。『オメガルビー・アルファサファイア』ではまれに出現するマボロシのばしょのひとつ、『ゆみなりのしま』に出現する。『ウルトラサン・ウルトラムーン』では「にちりんのさいだん」（「がちりんのさいだん」）からウルトラワープライドで行ける「ウルトラスペースゼロ 崖の世界」に出現。『ソード・シールド』では有料追加コンテンツ(エキスパンション・パス)「冠の雪原」のマックスダイ巣穴を調査する『ダイマックスアドベンチャー』に出現。
専用技は「みかづきのまい」。いやしのねがいの強化版で、自分をひんしにする代わりに後続の味方ポケモンのHP、PPを全回復するほか、状態異常も回復させる。
TVアニメ版では『ダイヤモンド&パール』第104話に登場。ダークライがミオシティにやってくる時期がくるとクレセリアがやってきてダークライの悪夢から町の人々を救うらしいが、時期外れでダークライが現れたことにより、クレセリアもその異変に気づきまんげつじまにやってきていた。
『大乱闘スマッシュブラザーズX』『大乱闘スマッシュブラザーズ SPECIAL』では、ステージ「テンガンざん やりのはしら」の仕掛けとして登場。三日月型のサイコカッターを飛ばして攻撃してくる。

## フィオネ
| 分類: かいようポケモン | タイプ: みず     | 高さ: 0.4m   | 重さ: 3.1kg  |
| 特性: うるおいボディ   | かくれ特性: なし | 進化前: なし | 進化後: なし |

クリオネのような姿をしたポケモン。姿はマナフィに酷似しているが、マナフィに進化することはない。体はマナフィよりもやや大きいが、マナフィと違い足が存在しない。全身は水色をしており、瞳と目の上のまつ毛のような模様は体色よりやや深い水色である。胸元には赤い宝石のような器官を持つ。また、頭頂部には一本の触手を持ち、触手の付け根には丸い浮き袋を持つ。暖かい海に生息し、頭の浮き袋を膨らませて、集団で海を泳ぐ。体色は海中にてカモフラージュの役割となり、天敵から身を守る。
幻のポケモンの一種。シナリオ内でマナフィと一緒に入手できる『Pokémon LEGENDS アルセウス』を除く、通常のプレイには出現せず、マナフィまたはフィオネをメタモンと一緒に育て屋に預けることでフィオネのタマゴでの入手となる（そのため、マナフィの入手がフィオネの入手の前提条件となる）。
TVアニメ版では『ダイヤモンド&パール』第113話に登場。見かけると幸運が訪れると言い伝えられている。声優はかないみか。

## マナフィ
| 分類: かいゆうポケモン | タイプ: みず     | 高さ: 0.3m   | 重さ: 1.4kg  |
| 特性: うるおいボディ   | かくれ特性: なし | 進化前: なし | 進化後: なし |

クリオネと似た特徴を持つ、幻のポケモン。全身は水色をしており、目の上には黄色いまつ毛のような模様があるほか、胸元には赤い宝石のような器官を持つ。手はクリオネの足と同様、翼のように長く広がっている。頭頂部には一対の触手を持ち、先端部の玉は赤く発光する。帰巣本能を持ち、長距離を回遊して自らが生まれた海へ帰る。先天的に、どんなポケモンとも心を通わせることができる、不思議な力が備わっている。青い水晶やビーチボールのようなタマゴから生まれる。
また、育て屋に預けることでフィオネのタマゴを発見できる。勘違いされやすいがフィオネとの進化関係はなく、どのような種族関係なのかは現在もわかっていないが、少なくともかつての時代では共に過ごしていたとされる。
幻のポケモンの一種で、劇場版『ポケモンレンジャーと蒼海の王子 マナフィ』の前売券に付属した引換券を使って『ポケモンレンジャー』にミッションを出現させ、そこで手に入れたマナフィを『ダイヤモンド・パール』へ転送することで入手できた。また、劇場版DVDの初回封入特典として『ダイヤモンド・パール』にマナフィを転送できる引換券が付属したり、『ポケモンレンジャー』のシリーズ作品である『ポケモンレンジャー バトナージ』や『ポケモンレンジャー 光の軌跡』でも、『ポケモンレンジャー』と同様にミッションを通して『ダイヤモンド・パール』などへマナフィを転送することができたりと、当時の幻のポケモンの中では比較的入手機会が多かった。また、『ブリリアントダイヤモンド・シャイニングパール』では早期購入特典としてマナフィが入手可能の「マナフィのタマゴ」が付属している。『Pokémon LEGENDS アルセウス』では通常のプレイでも入手できるが、特定の手順を踏む必要がある。
専用技は自分と相手の能力ランクの補正を入れ替える「ハートスワップ」。この技は『サン・ムーン』のみマギアナも覚えられる。
劇場版では上述のように『ポケモンレンジャーと蒼海の王子 マナフィ』で初登場し、重要な役割を担う。タマゴから孵って最初に目にしたハルカを母親と思い込んでいる。「ハートスワップ」により人やポケモンの心を一時的に入れ替える力を持つ。声優は白鳥由里。短編映画『ピカチュウ、これなんのカギ?』で再登場。声優は伊瀬茉莉也。

## ダークライ
| 分類: あんこくポケモン | タイプ: あく     | 高さ: 1.5m   | 重さ: 50.5kg |
| 特性: ナイトメア       | かくれ特性: なし | 進化前: なし | 進化後: なし |

魔法使いを思わせる黒い衣を纏った幽霊のような姿をした幻のポケモン。頭部からは白い髪のようなものが伸びており、首の周りには赤い牙のような突起を持つ。細長い脚を持つが、普段は収納した状態で宙に浮いている。他者を深い眠りに誘い、恐ろしい悪夢を見せる能力を持つ。新月の夜に出現し、周りの人やポケモンに悪夢を見せるが、この行為は自分の縄張りから外敵を追い出し身を守るためであり、ダークライ自身に悪意はない。また、ダークライ自身もこの力を制御する事が出来ず、自分の意思とは無関係に悪夢を見せてしまう為に、自ら他者を避けて孤独に生きている。
幻のポケモンの一種。2007年2月15日にその存在が発表された。通常のプレイでは出現せず、悪夢を見ていたミオシティの少年のうわごとからその存在を予見できるのみである。
2007年7月14日から9月9日の間、映画『ディアルガVSパルキアVSダークライ』の上映期間中に、各映画館で『ダイヤモンド・パール』向けにワイヤレス通信によりダークライが配布された。
『プラチナ』では2008年12月1日から2009年1月15日までの期間限定で、ニンテンドーWi-Fiコネクション（ふしぎなおくりもの）で「メンバーズカード」が配信された。ミオシティの少年を悪夢から解放した状態でこれを持っているとミオシティにある「はとばのやど」に入る事ができ、そこから「しんげつじま」へ行きダークライを捕獲することができるようになる。『プラチナ』の図鑑では「悪夢を見せるのはダークライが悪意を持って行ったことではない」と説明され、このイベントの最後に入る謎の声も「ダークライは悪夢を見せたくないため（無人島である）「しんげつじま」に自らの意思でいる」と語っている。『ブリリアントダイヤモンド・シャイニングパール』では、2022年4月1日から5月1日までの期間限定で「メンバーズカード」が配信された。
『ブラック・ホワイト』では冬休みプレゼントとして、2010年12月27日から2011年1月11日まで全国の総合スーパーやポケモンセンターなどで配信された。
『Pokémon LEGENDS アルセウス』では『ブリリアントダイヤモンド・シャイニングパール』のセーブデータがあった状態でエンディングを迎えることでシナリオ内で入手可能。
専用技は、相手全体をねむり状態にする事ができるあくタイプの技「ダークホール」。第6世代までは他のねむり状態にする技よりも命中率が高かったが、第7世代以降はダークライ以外が使用する事ができなくなり、命中率も大きく下げられた。
『ポケモンレンジャー バトナージ』では本編のラスボスとして登場する。また、『ポケモン不思議のダンジョン 時の探検隊・闇の探検隊』では世界を暗黒に変えようとする真の黒幕として登場。ディアルガが司る時限の塔に細工をして星の停止に向かうように仕向けた張本人である。
『ポッ拳 POKKÉN TOURNAMENT』のバトルポケモンの1匹。ナイトメアシフトという独自の自己強化を持つ極めてテクニカルなキャラクター。
TVアニメ版では『ダイヤモンド&パール』第104話に登場。声優は三宅健太。第183話ではシンオウリーグ・スズラン大会に出場したトレーナーであるタクトのパートナーポケモンとして登場。その強さは凄まじく、唯一の敗北はサトシのジュカイン戦だった。『XY&Z』では第5話に登場。第7シリーズ（新無印編）では第74話・第75話に登場。こちらの声優は光部樹。
劇場版では『ディアルガVSパルキアVSダークライ』で初登場。ゲームなどでは悪役として描かれることの多いダークライだが、この映画では悪いポケモンと誤解されているだけで、人々に警告を送ったり、かつて助けてくれたアリシアの孫であるアリスと庭園を守るポケモンとして描かれている。声優は特別出演の石坂浩二。2014年公開『破壊の繭とディアンシー』では、投票の結果、前売り券の特典ポケモンがダークライに決定し、『X・Y』で受け取ることができた。短編映画『ピカチュウ、これなんのカギ?』で再登場。
『ポケモン☆サンデー』内『ポケモンゲームアリーナ』でしょこたん部長が使用するポケモンのうちの1体である。このダークライは劇場版のポケモン配布企画発表で入手したもので、彼女が世界で最初に正規の方法でダークライをゲットした。
『大乱闘スマッシュブラザーズ for Nintendo 3DS / Wii U』『大乱闘スマッシュブラザーズ SPECIAL』では「モンスターボール」から登場。その場で「ダークホール」を使用し、範囲内のファイターを眠り状態にしつつダメージを与え続ける。
ポケットモンスターダイヤモンド・パールにおいて、四天王であるリョウの部屋の入り口からなみのりを使用するなどの手段によってなぞのばしょに侵入し、特定の操作を行うことによってしんげつじまに侵入して入手できることが判明した。しかし、この行為はアルセウスやシェイミの場合と同様にデータを破損させる恐れのある危険行為であり、更にはゲーム価値を下げてしまう行為にもなるため実行することは推奨されていない。

## シェイミ
| 分類: かんしゃポケモン | タイプ: くさ/ 本文参照 | 高さ: 0.2m   | 重さ: 2.1kg  |
| 特性: 本文参照         | かくれ特性: なし       | 進化前: なし | 進化後: なし |

大気中の毒素を分解する能力を持ち、その効果は荒廃した土地を一瞬にして花畑に変えるほどだという。その時の力を利用した「シードフレア」という技が存在する。
幻のポケモンの一種。2008年2月15日にその存在が発表された。発見が難しいことから幻のポケモンに数えられているが、ゲームなどの作品中では比較的身近なポケモンとして描かれている。「ランドフォルム」「スカイフォルム」と呼ばれる2種類の姿を持つ。
ランドフォルム
緑色のハリネズミのような姿で、側頭部には赤い花が髪飾りのように咲いている。とても小さく、花畑にまぎれると視認できなくなる。ある地方では感謝の意思を込め、シェイミを模したブーケを贈る風習がある。当初発表されたのはこのフォルムである。「グラシデアの花」の花粉を浴びることで下記のスカイフォルムへとフォルムチェンジする。とくせいはしぜんかいふく。
スカイフォルム
『プラチナ』より登場したフォルムで、2008年6月13日にその存在が発表された。耳・四肢が伸び小型犬のような姿になり、表情も精悍なものとなる。赤い花は首筋に移動し、スカーフのような形状へと変化している。飛行能力を有し、「グラシデアの花」の種を遠方へと運ぶ「花はこび」と呼ばれる習性を持つ。このフォルムでいられるのは日中のみで、夜にはランドフォルムへと戻る。このフォルムになると図鑑のシェイミの画像もスカイフォルムとなる。スカイフォルムの存在の発表に伴い、既出の姿には前述の「ランドフォルム」の呼称が与えられた。このフォルムだと鳴き声が異なる。とくせいはてんのめぐみ。スカイフォルム時のみひこうタイプが付加される。
通常のプレイでは出現せず、『ダイヤモンド・パール』ではソノオタウンの民家で聞ける伝説やタッグパートナーのマイの言葉などからその存在が予見できる。2008年の映画『ギラティナと氷空の花束 シェイミ』を上映する映画館で、ワイヤレス通信により配布された。
『プラチナ』では2009年4月18日から5月15日までの期間限定で、ニンテンドーWi-Fiコネクション（ふしぎなおくりもの）で「オーキドのてがみ」が配信された。これを入手した後224番道路に行くと新たな道が開け、その先の「はなのらくえん」でシェイミが出現する。『ブリリアントダイヤモンド・シャイニングパール』では2022年2月27日から3月27日までの期間限定イベントでは「オーキドのてがみ」の配信によって『プラチナ』と同様に入手可能。『Pokémon LEGENDS アルセウス』では『ソード・シールド』のセーブデータがあった状態でエンディングを迎えることでシナリオ内で入手可能。
『プラチナ』以降の作品では、道具「グラシデアのはな」を使用することで、シェイミをスカイフォルムにフォルムチェンジさせることができる。ランドフォルムに戻る条件は、シェイミが「こおり」状態の場合、ゲーム中の夜にあたる時間帯の場合、シェイミをボックスに預けた場合、シェイミを通信交換した場合の4つ。
専用技の「シードフレア」は威力120を誇るくさタイプの技で、攻撃後は40％の確率で相手の特防ランクを二段階下げる。
『ポケモンレンジャー 光の軌跡』では、2010年3月18日から5月17日までの期間限定で配信されたスペシャルミッション「まよえるシェイミをほごせよ！」に登場する。このミッションをクリアすると、『ダイヤモンド・パール・プラチナ』、『ハートゴールド・ソウルシルバー』へシェイミを転送できる。
TVアニメ版では『ダイヤモンド&パール』第168話に登場。ロケット団に追われていた所をマイに保護される。声優は西村ちなみ。『サン&ムーン』ではマオがゲットしたが、最終話でスカイフォルムとなり仲間と共に飛び立つためにマオと別れた。
劇場版では2008年公開の『ギラティナと氷空の花束 シェイミ』に登場。グラシデアの花畑に向かう途中、ディアルガとギラティナのバトルに巻き込まれてしまう。辛うじて逃げてきたところサトシらと出会い、共にグラシデアの花畑を目指すこととなる。声優は山崎バニラ。作中に登場する「グラシデアの花」は、シェイミの姿を模してデザインされている。
2008年に行われたYahoo!きっずのポケモン人気投票では1位を獲得し、2位のコイル、3位のギラティナと共に描かれた壁紙が期間限定で配布された。

## アルセウス
| 分類: そうぞうポケモン | タイプ: 本文参照 | 高さ: 3.2m   | 重さ: 320.0kg |
| 特性: マルチタイプ     | かくれ特性: なし | 進化前: なし | 進化後: なし  |

宇宙がまだ存在しない頃、何もない場所にあったタマゴの中から現れ、1000本の腕で宇宙を創造したと神話で語られている幻のポケモン。細くしなやかな純白の身体、宝石のようなパーツが埋め込まれた金属的な質感の装飾状部位、たてがみ状のパーツが頭部にあり4足歩行で白馬を思わせるシルエットなど、神々しい姿を持つ。
アルセウスという名前こそ風化してしまっているが、シンオウ地方（ヒスイ地方）の神話では、ディアルガ・パルキアの2匹を分身として造り出し、さらにその後ユクシー・エムリット・アグノムの3匹を生み出したとされている。また、レジェンドプレートの裏側には「あらゆる宇宙でポケモンと人を見る」と書かれており、人語を操ることは勿論、時空を超え、生命や物体を自在に創造し、現実や夢にすら干渉が可能など、全知全能の神に近い存在として度々描写されている。
エーテル財団によって作られた人工ポケモン・シルヴァディはアルセウスを参考に作られたとされる。
2009年2月14日にその存在が発表された。通常プレイでは出現せず、『プラチナ』におけるシロナの会話から、それらしき存在を予見できるのみである。『アルセウス超克の時空へ』を上映する映画館で、ワイヤレス通信により初めて配布された。また、『ブラック・ホワイト』では、発売日から約1カ月半にわたって実施された人気投票の結果アルセウスが1位になり、期間限定でポケモングローバルリンクで入手可能となった。2015年公開『光輪の超魔神 フーパ』の前売り券の特典にもなった。
『Pokémon LEGENDS アルセウス』では作中のキーポケモンとして登場。全ての「メイン任務」が達成するときに上記のアルセウスの分身を入手する。この作品に限り通常のプレイでは入手でき図鑑の完成条件の一部でもあるという、『オメガルビー・アルファサファイア』のデオキシス、『ソード・シールド』のケルディオのような伝説のポケモンと似た扱いとなる。
『ブリリアントダイヤモンド・シャイニングパール』では、更新データ（Ver. 1.3.0）をダウンロードした上で、上記の『LEGENDS アルセウス』で全ての「メイン任務」が達成したセーブデータがあれば、主人公の部屋のNintendo Switchの隣に置かれた「てんかいのふえ」を入手でき、それをディアルガ又はパルキアを入手した状態で全国図鑑入手後にやりのはしらで使用すると行くことができる「はじまりのま」でアルセウスを入手することができる。このてんかいのふえは、『ダイヤモンド・パール・プラチナ』にも内部データ上には存在していたが、実際には配布されず没イベントとなった経緯があり、約15年半越しに日の目を見ることとなった。
専用特性「マルチタイプ」はゲーム中で手に入るプレートを持たせることによって、タイプを様々なものに変化させることができる（どうぐを何も持たない、プレート以外のどうぐを持っている場合のタイプはノーマル）。また、タイプが変わると体の色や専用わざ「さばきのつぶて」のタイプも変化する。この特性は、「いえき」や「ミイラ」などで無効化・変化させる事は出来ず、「トレース」や「スキルスワップ」でコピー・入れ替えも不可能で、「はたきおとす」や「どろぼう」などでプレートを失ってもタイプと姿はそのままである。
劇場版では『アルセウス 超克の時空へ』で初登場。圧倒的な強さだけでなく非常に高い知性を持ち、人間の言葉も普通に話す事ができ、更にプレートが全て揃っている限りは不死身であるとされている。声優は特別出演の美輪明宏。上記の『光輪の超魔神 フーパ』にも登場した。
『ハートゴールド・ソウルシルバー』のイベントで使用されているアルセウスのBGMを作曲した増田順一は、すべてを超越した神を表現しており、少し重く怖い感じにしたと語っている。
『大乱闘スマッシュブラザーズ for Nintendo 3DS / Wii U』『大乱闘スマッシュブラザーズ SPECIAL』では「モンスターボール」「マスターボール」から登場。その場で「じゅうりょく」を使用し、空中のファイターを落下させる。地上のファイターには一切効果が無いものの、威力は絶大。